# ナマズ目
ナマズ目（学名：Siluriformes、英語名：Catfish）は、硬骨魚類の分類群の一つ。35科446属で構成され、ナマズやギバチなど底生生活をする淡水魚を中心に、およそ2,867種が所属する。大きくて扁平な頭部と、感覚器官として発達した口ヒゲを特徴とし、食用魚あるいは観賞魚として世界の多くの地域で利用されている。
本稿では分類群としてのナマズ目の構成（Nelson (2006)の分類体系に基づく）、およびナマズ類全般の特徴について記述する。日本に分布するナマズ科魚類の1種、ナマズ（ニホンナマズ、Silurus asotus）およびナマズに関連する文化については、ナマズの項目を参照のこと。一般的な和名のない分類名については、科名は上野 & 坂本 (2005, pp. 58–59)、種名は江島 (2008)によるカタカナ表記をそれぞれ参考とした。

## 概要
ナマズ目には2006年の時点で2,800を超える種が記載され、魚類の目の中ではスズキ目（約1万種）、コイ目（約3,200種）に次いで3番目に大きな一群となっている。現生の魚類2万8000種のおよそ1割、淡水産種（1万2400種）に限ればその2割がナマズ目の仲間で占められる。流れの緩やかな河川・湖沼から洞窟、山岳地帯の急流にいたるまで、世界中のあらゆる陸水に幅広く分布するとともに、河口・汽水域および沿岸付近で暮らす海産種も含まれる。1994年の時点（約2,400種）から10年余りの間に、新たに400種以上が新種記載されるなど、分類の拡大傾向が続いている。地球上に存在するすべての水のうち、0.01%にも満たないこれらの陸水域において獲得されたナマズ目の生物多様性を解き明かすことは、生物全体の進化や生態系の成り立ちを理解する手がかりにもなると考えられている。
一般的なナマズ類に共通する形態学的な特徴は、平たくつぶれた大きな頭部と幅広い口、そして感覚器官として発達した長い口ヒゲである。世界の多くの地域において、古来より重要な漁業資源として利用された歴史をもち、養殖も盛んに行われている。近年では中〜大型種が趣味やスポーツとしての釣りの対象になるほか、コリドラス・シノドンティス・プレコなど観賞魚として親しまれる種類も非常に多く、世界各地の水族館および個人のアクアリウムで飼育されている。このように人間との関わりを深める一方で、移植された外来ナマズが固有の生態系に影響を及ぼすなどの問題も近年各地で発生している。

## 分布

### 世界
南極大陸からの化石種を含めれば、ナマズ目の仲間は地球上の全大陸に分布している。所属する2,800種余りのナマズのうち、半数以上の約1,700種が南北アメリカ大陸に分布する。他はアフリカ・南アジア・東南アジアの熱帯域に生息する種類が多く、ヨーロッパ・東アジア・オーストラリアにはごく少ない。ハマギギ科・ゴンズイ科の2科にはおよそ120種の海水魚が含まれるが、その多くは汽水域、ときには淡水にも進出する。他の33科はすべて淡水魚のグループである（汽水域に進出する種類を含む）。2006年の時点で少なくとも200種の未記載種が知られており、さらに多くの未発見種が存在することも確実視されている。

### 日本

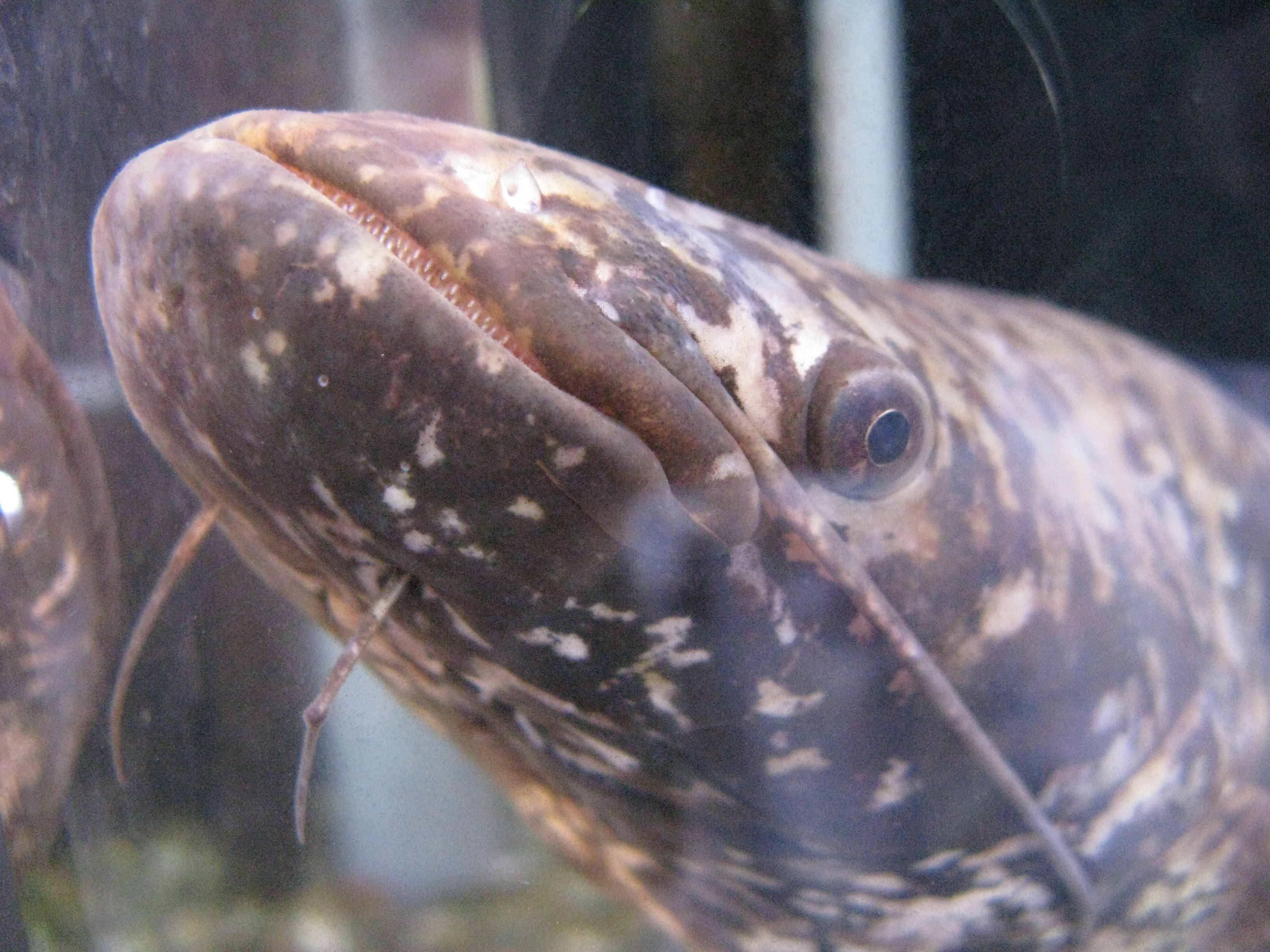
イワトコナマズ (Silurus lithophilus)。琵琶湖と余呉湖のみに分布する日本固有種

日本では在来のナマズ目魚類は全国各地（沖縄は海産種のみ）に分布するものの、その数は5科11種のみと極めて少ない。淡水産種としてはナマズ科ナマズ属の4種（ナマズ、イワトコナマズ、ビワコオオナマズ、タニガワナマズ)、ギギ科の4種（ギギ、ネコギギ、ギバチ、アリアケギバチ）、およびアカザ科のアカザが知られるのみである。このうちイワトコナマズ・ビワコオオナマズ・タニガワナマズ ・ギギ科の4種・アカザは日本固有種であり、前二者は琵琶湖水系のみに分布し、タニガワナマズは東海地方に分布する。種としてのナマズ (S. asotus) の分布はかつて西日本に限られていたが、江戸時代以降東日本や北海道にも移植され、現在では沖縄を除く日本全国に生息している。
日本産ナマズ類はいずれも水質や環境の悪化に伴い数を減らしているとみられ、ネコギギ・ギバチ・アリアケギバチ・アカザの4種は、環境省レッドリストにおいて絶滅危惧種、または準絶滅危惧種に指定されている。海産種としては、ゴンズイ科・ハマギギ科の3種（ゴンズイ、ミナミゴンズイおよびハマギギ）が、本州から沖縄にかけての沿岸域に分布している。ゴンズイはスクーバダイビングなどでも頻繁に観察される普通種であるが、ハマギギは東シナ海からインド洋が分布の中心で、日本近海ではごくまれにしか捕れない。

### 移入種

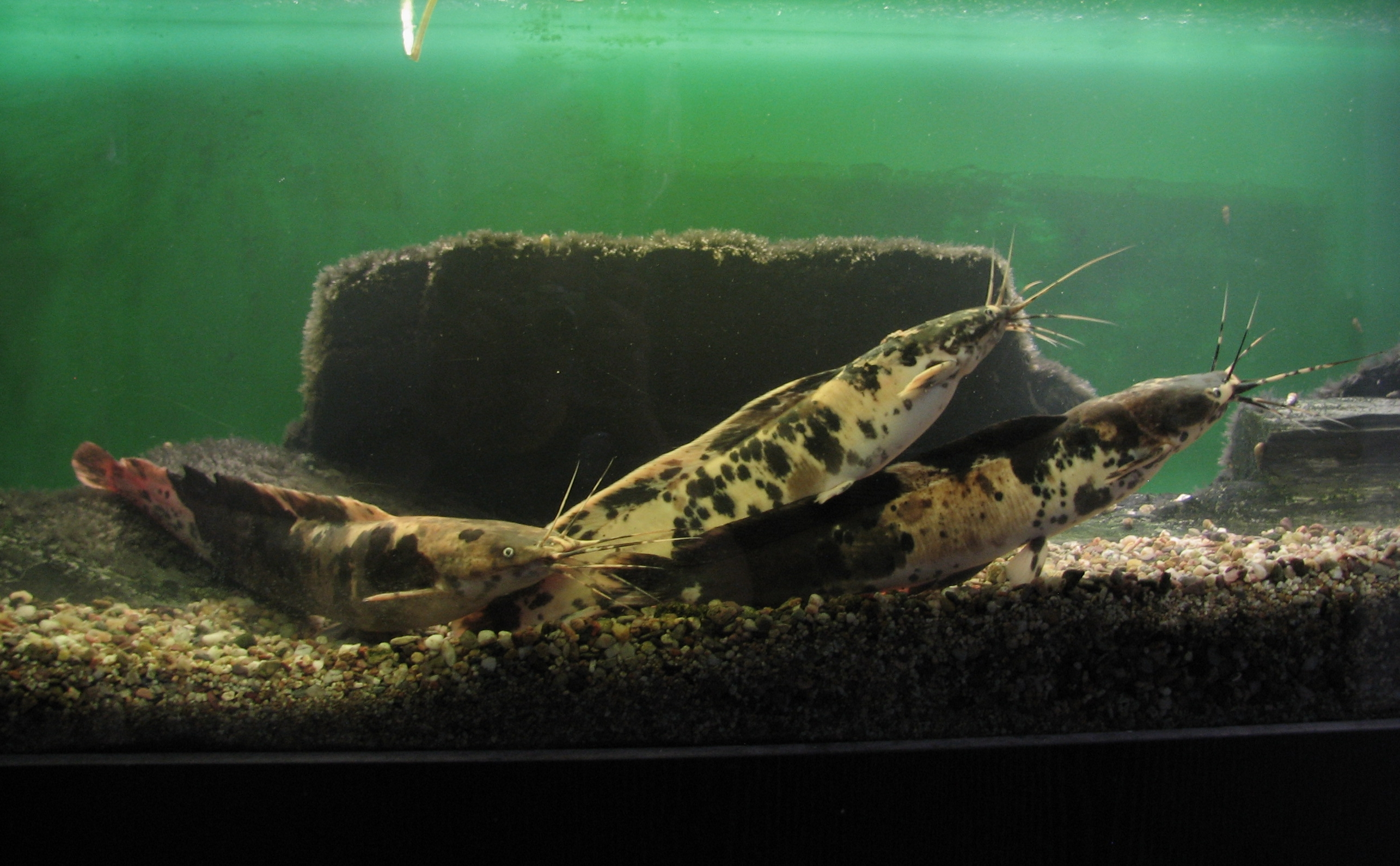
ウォーキングキャットフィッシュ Clarias batrachus （ヒレナマズ科）。世界各地に帰化し、生態系への影響が懸念されるナマズ。日本では近縁の Clarias fuscus が沖縄・石垣島に定着している

養殖目的で移入された食用ナマズや、飼育放棄された外来の観賞用ナマズが自然界に定着し、問題となっている例が世界各地で知られる。淡水産ナマズ（特に中〜大型種）の多くは生息環境における食物連鎖の上位に位置することが多く、在来の水生生物を根絶やしにするなど生態系への悪影響が懸念される。ヒレナマズ科のウォーキングキャットフィッシュ（クラリアス・バトラクス、Clarias batrachus）は、本来は東南アジアに分布する熱帯性のナマズであるが、現在ではアメリカ合衆国南部やハワイなど、世界の多くの地域に帰化している。本種は空気呼吸が可能で、陸上を移動する性質があるため容易に分布を広げやすく、国際自然保護連合 (IUCN) が指定する「世界の侵略的外来種ワースト100」の一つに選定されている。
外国産ナマズの定着は日本でも問題となっている。1981年、霞ヶ浦に食用目的で導入された北アメリカ原産のチャネルキャットフィッシュ（アメリカナマズ、Ictalurus punctatus）は、1994年以降急激に数を増やしている。本種は体長1 mを超える大型の捕食魚で他に天敵はおらず、外来生物法における特定外来生物として規制の対象となっている。また、ヨーロッパオオナマズ（ナマズ目中の最大種）・ウォーキングキャットフィッシュの定着が懸念されるほか、マダラロリカリアは既に沖縄への定着が確認されている。いずれも在来魚類との競合が心配され、これら3種は環境省が指定する要注意外来生物リストに掲載されている。

## 形態学的特徴

### 外部形態

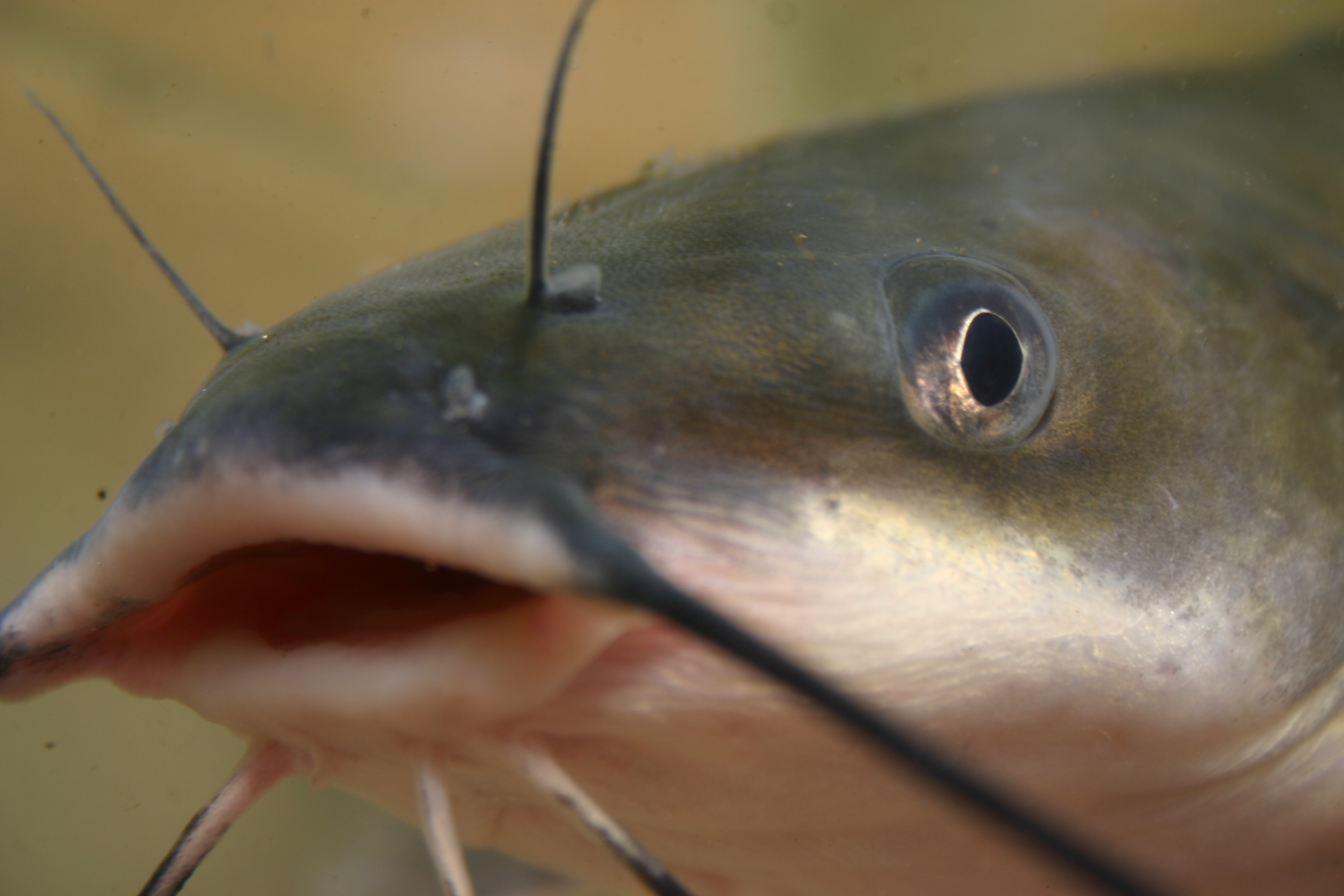
チャネルキャットフィッシュ Ictalurus punctatus （アメリカナマズ科）。口ヒゲはナマズ目魚類の重要な特徴である。この例では、鼻部に1対、上顎に1対、下顎に2対、計4対のヒゲを備えている（下顎の1本は失われている）

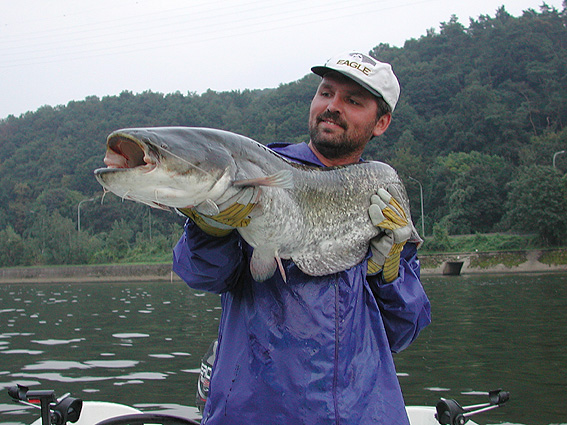
ヨーロッパオオナマズSilurus glanis （ナマズ科）。本種はナマズ目の中で最大種。

ナマズ類の体表面には鱗がなく、一般に滑らかである。体は粘液に覆われぬるぬるしていることが多いが、ロリカリア上科とドラス上科の一部では硬い骨板が瓦のように列を成している。体は全体的に左右に平べったい（側扁）が、頭部は上下に圧迫されたように平たく（縦扁）、ナマズ目魚類の外見を特徴付けている。
鼻・上顎・下顎など頭部に最大4対のヒゲをもつことが、ナマズ目魚類の大きな特徴である。口ヒゲには味蕾など感覚器官が発達し、移動および餌を探すときにはヒゲを最大限に活用している。夜間に活動するものや、視界不良の濁った水域に住む種類では眼が退化的で小さいことが多く、口ヒゲに依存する度合いが大きい。ヘテロプネウステス科・ヒレナマズ科は空気呼吸のための特殊な器官（上鰓器官）をもち、水の外でもある程度生存が可能となっている。
ナマズ目中最大の魚は、ナマズ科のヨーロッパオオナマズ（Silurus glanis）である。本種の多くは体長1.7ｍほどで条件が良ければ体長2ｍを超え最大では2.78ｍ達する報告がある。
パンガシウス科（メコンオオナマズなど）・ピメロドゥス科（ピライーバなど）の仲間も非常に大きくなるが、目全体で見ればこれらは例外であり、ほとんどの種類は体長12 cm程度の小型の魚である。スコロプラクス科には体長2 cm程度で成熟する超小型種が所属している。2005年のナショナルジオグラフィックニュースにおいて2.7ｍのメコンオオナマズが漁獲された報告がある。
魚類の重要な分類形質である鰭にも、ナマズ類ならではの特徴がみられる。ほとんどのナマズは、背鰭と胸鰭の先頭に1本の「棘」（いわゆる棘条とは異なる）をもっている。この棘はしばしば強靭で鋭く、種類によっては毒腺を備える場合もあるなど、外敵に対する強力な防御手段となっている。背鰭の棘の前にはさらに小さな棘状の構造があり、この小棘を使って長い棘を機械的に固定することができる。強い棘を立てた状態で固定されると、捕食者が飲み込むことは容易ではない。
ほとんどのナマズ類は脂鰭（あぶらびれ）をもつ。脂鰭は背鰭の後方、尾鰭の近くに位置する肉質の鰭で、サケ目・カラシン目など複数のグループにみられる。脂鰭は鰭条を欠くのが普通であるが、サカサナマズ科の一部の種類は脂鰭にも鰭条をもつ。淡水魚の一群としてナマズ目と双璧を成すコイ目の仲間には脂鰭はなく、両者の重要な鑑別点の一つとなっている。ナマズ類の尾鰭の主鰭条は18本以下で、多くの種では17本であるが、アスプレド科（10本以下）などさらに少ない場合もある。尾鰭の骨格は6つの分割された下尾骨をもつものから、完全に癒合した種類までさまざまで、科以下の分類形質として利用される。

### 内部形態
ナマズ目はコイ目やカラシン目などとともに骨鰾上目と呼ばれるグループに属し、この仲間に共通する特徴としてウェーベル氏器官（ウェーバー器官とも）をもつ。この器官は脊椎骨から変化した4つの骨片によって構成され、内耳と浮き袋を連絡し、脳に音を伝える役目を果たしている。夜行性で小さな眼しかもたないナマズ類にとっては、口ヒゲと並ぶ重要な感覚器官である。浮き袋の形態は球形〜楕円形で、底部にじっとしてあまり遊泳しない生活様式を反映してかやや退化的であり、カプセル状に変形した椎骨によって完全に包まれる種類もある。
頭部が平らになっていることは、骨格上の特徴にも影響を与えている。上顎に歯がなく、上顎の骨格そのものが全般的に退化していることが顕著な特徴で、ほとんどの科では主上顎骨は骨片化している。この骨片化した主上顎骨は、口ヒゲを動かすための筋肉の基点となっている。頭部や鰓を構成する骨の中で、下鰓蓋骨・接続骨・基舌骨を欠く。中翼状骨は退化的で、前鰓蓋骨・間鰓蓋骨も比較的小さい。また、頭頂骨と後側頭骨は多くの場合不明瞭で、それぞれ上後頭骨、上擬鎖骨と癒合しているものとみられる。翼状骨・口蓋骨・鋤骨に歯をもつ。椎骨の数は15〜100以上と科によってさまざまである。他の真骨類の魚類とは異なり、尾舌骨は個体発生の初期に腱と癒合し、特殊な骨化を行う。

## 生態
2,800種超に及ぶナマズ目魚類はコイ目と並び最も繁栄した淡水魚の一群であり、その生態も極めて多様性に富んでいる。ナマズ類は基本的に底生性で活発に泳ぎ回ることは少なく、水底を這うようにゆっくりと泳ぐものが多い。多くは夜行性で、口ヒゲを活発に動かして周囲を探りながら移動する。ロリカリア科など流れの速い渓流に分布する科では口が吸盤状に変化していることがあり、岩などに張り付くことで激流をやり過ごす。

### 毒性

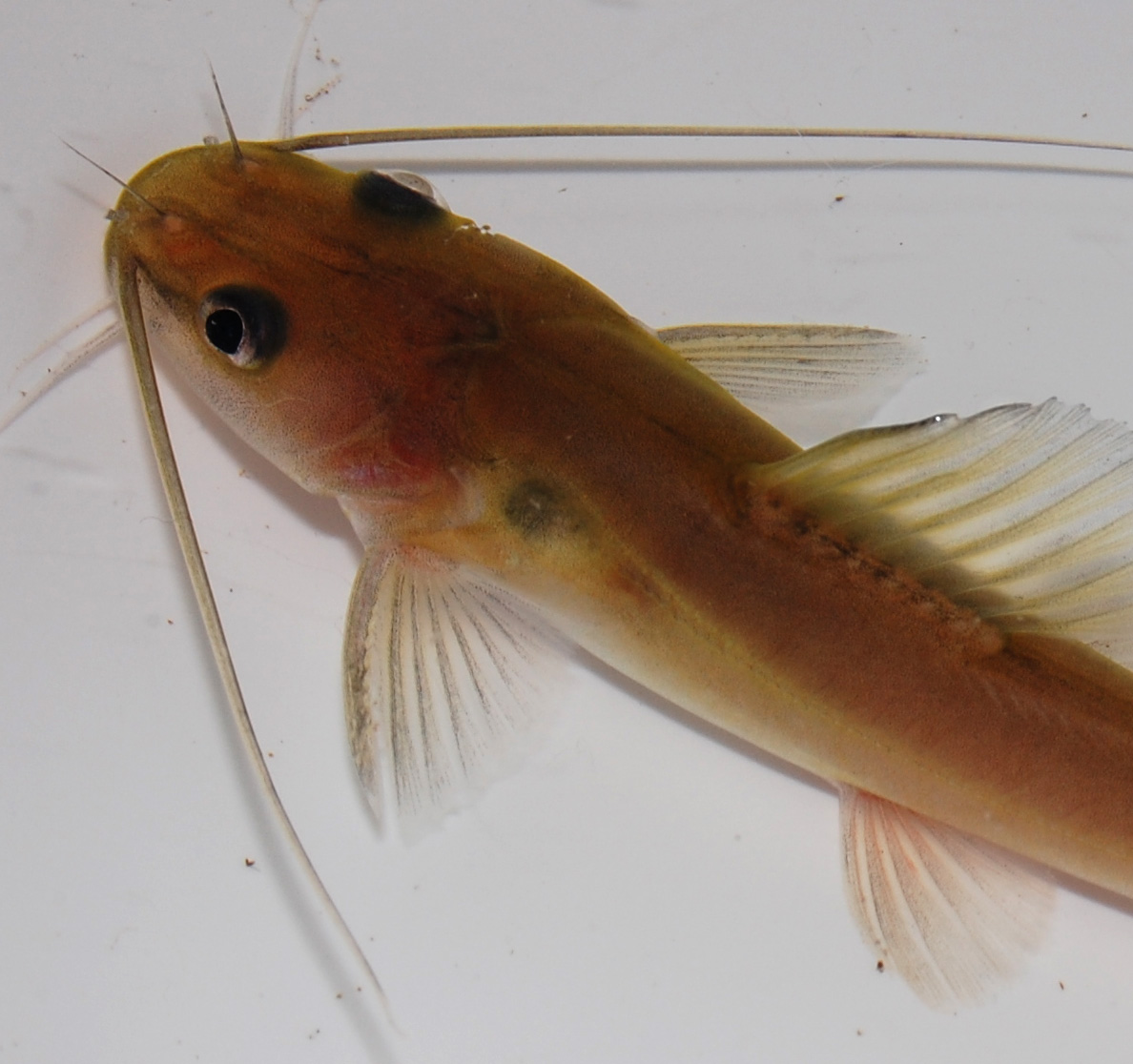
ギギ科の1種 Mystus plani
本科魚類の多くは胸鰭を使って威嚇音を出す

ナマズ目の魚には体内に毒を含むもの、あるいは毒腺を通じて体外に毒液を分泌する種類が知られる。毒液は背鰭と胸鰭（多くの場合は後者）の棘から分泌される。ほとんどの毒ナマズ類にとってこれらの棘は防衛手段であり、積極的に攻撃を行うことは少ない。日本沿岸に分布する海産種のゴンズイ（Plotosus lineatus、ゴンズイ科）が有する毒は比較的強力だが、刺されても死に至る事は滅多に無い。

### 発音
ドラス科やギギ科などのナマズ類には、胸鰭の棘や浮き袋の振動を利用して音を出すことができる種類がある。日本を含めた東アジアに分布するギギ（Pelteobagrus nudiceps）は、胸鰭の棘を使って出す威嚇音が和名の由来となっている。これらのナマズ類は漁獲された際にも発音することから、外敵への警告の役割をもつものとみられるが、仲間同士の伝達手段として用いられているかどうかは不明である。

### 発電
デンキナマズ科は発電を行う魚類として知られている。特にデンキナマズは最大で400ボルトを超える電圧を出すことが可能で、これは魚類としてはデンキウナギ（600ボルトに達する）に次いで高い発電力である。デンキナマズ科に限らずナマズ目魚類の多くには、体表（特に吻と頭部背側）に電場を感じ取る受容器があり、水中での電場の変化に敏感に反応していると考えられている。ナマズ類の電気受容器は、軟骨魚類がもつロレンチーニ器官と似た瓶型の形状をしているが、動毛の有無など細胞レベルでの微細形態に違いがある。夜行性の種類が多いナマズ類にとっては、口ヒゲやウェーベル氏器官と並ぶ重要な感覚器として機能するとみられる。

### 繁殖

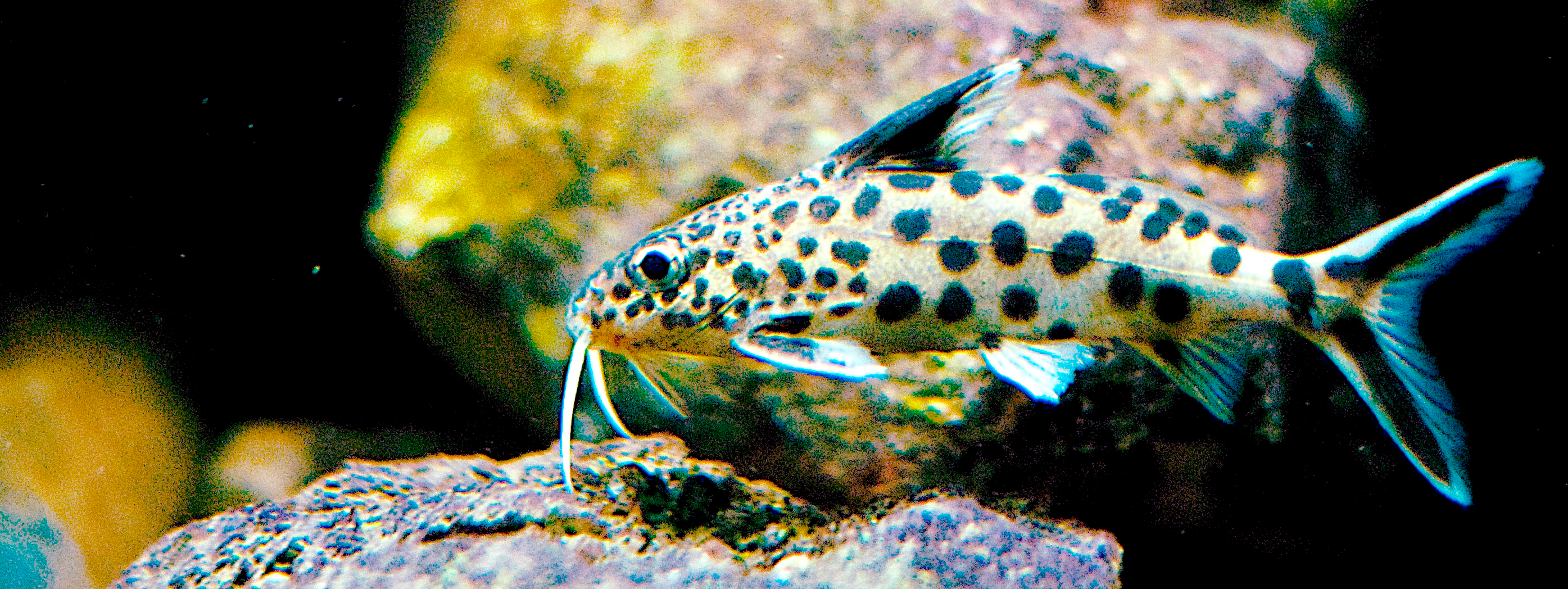
サカサナマズ科の1種 Synodontis multipuntatus。タンガニーカ湖固有の本種は、他のシクリッド類に受精卵を預ける托卵の習性をもつ

ナマズ目魚類の繁殖様式は群によってさまざまな形態をとる。ほとんどのナマズ類は魚類で一般的な体外受精による繁殖を行うが、アウケーニプテルス科の仲間は雄が交接器をもち、交尾による体内受精をする。コリドラス亜科の一部では雌が精子を飲み込み、腸管を経由して体内受精させるという特異な繁殖様式が知られる。親魚が卵や稚魚を保護する習性をもつ種類も多く、水底の砂をクレーター状に掘った巣を作るもの、カッリクテュス亜科など水面に泡巣を作るものなどがある。また、海産のハマギギ科の仲間は雄が卵を口の中にくわえて保護する、いわゆるマウスブルーダーとしての子育てを行う。
アフリカのタンガニーカ湖に生息するサカサナマズ科の1種（Synodontis multipunctatus）は、シクリッド（スズキ目）など他のマウスブルーダーに卵を預け稚魚を育てさせる托卵を行う、極めて珍しい習性をもつ魚類である。預けられたナマズの稚魚は、宿主であるシクリッドの卵よりも早く孵化・成長し、最終的には稚魚を食べ尽くしてしまう。このように宿主にとって利益のないカッコウ型の托卵を行う魚類は、本種以外には知られていない。
マラウィ湖に住むギギ科のカンパンゴ（Bagrus meridionalis）は、孵化後に雌親が多量の未受精卵を産み、稚魚に食べさせる習性がある。S. multipunctatus の例とは逆に、カンパンゴの巣には多くのシクリッド類が稚魚を預けにやってくる。

## 漁業

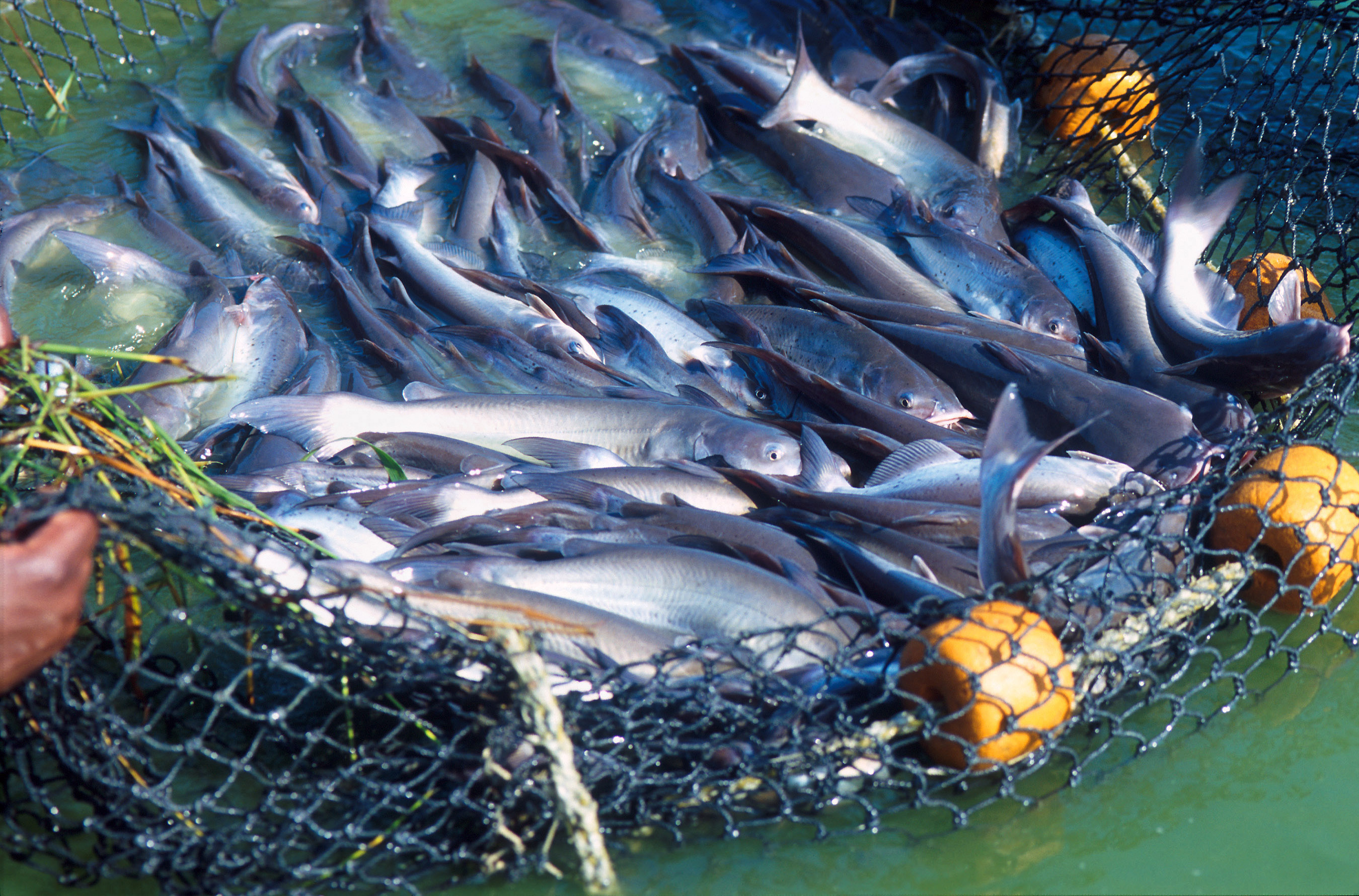
水揚げされたナマズの一種。養殖ナマズの生産量は2000年以降、アジア・アフリカ地域を中心に急速に伸びている

ナマズ目の魚類は世界各地で古くから食用魚として利用された歴史をもつ。漁獲対象とされるのはアメリカナマズ科（北アメリカ）、ナマズ科・パンガシウス科（アジア）、およびヒレナマズ科（アジア・アフリカ）に所属する中・大型種が多く、これらの淡水産種は養殖も各地域で盛んに行われている。
国際連合食糧農業機関（FAO）の統計によれば、1950年代には10万トン余りであった世界のナマズ目魚類の総漁獲量は年々増加し、1990年代後半には100万トンを超えた。2000年代以降も増加の勢いは衰えず、2000年に120万トンだった世界の総漁獲量は、2006年の時点で倍以上の260万トンに達している。地域別に見るとアジア・アフリカ地域での伸びが顕著で、特にアジアでは2000〜2006年にかけて約3倍の増加（60万トン→180万トン）を記録している。同じ期間において、南北アメリカでは40万トン台、ヨーロッパでは1万トン台で大きな変動もなく推移しており、近年のアジア地域の伸びが突出していることがわかる。
2006年の総漁獲量260万トンのうち、養殖ナマズが180万トンを占める。アジア・アフリカ両地域での漁獲量増大もまた、内水面での養殖業の発達によって支えられている。アジアにおける淡水ナマズ類の養殖による水揚げは、1990年・2000年・2006年の各時点でそれぞれ7万5千トン・24万トン・145万トンと、著しい上昇を示している。アフリカでは2000年の時点で7千トン弱であった漁獲量が、2006年には8万トンと10倍以上に増加した。生産額の面でも同様の成長がみられており、アジア地域では2006年に16億ドル（2000年時点で3億ドル）に達している。
海産のナマズ類としてはハマギギ科の漁獲量が比較的多く、アジア地域での水揚げは1990年代以降、ほぼ継続して20万トン台となっている。もう一つの海棲ナマズのグループであるゴンズイ科は、同地域・同年代で1〜3千トンの漁獲量に留まっている。

## 化石記録
最古のナマズ目魚類の化石は、白亜紀後期（〜6500万年前）の地層から発見されている。化石種はオーストラリア大陸を除く6大陸から見つかっており、南極大陸からは始新世から漸新世（5,500〜2400万年前）にかけての地層から報告がある。ボリビアのマーストリヒト期（白亜紀最後の期）から暁新世（7,100〜5500万年前）にかけての地層から出土した3属（Andinichthys、Incaichthys、Hoffstetterichthys）は絶滅科 Andinichthyidae 科としてまとめられているが、現生の35科との関係はよくわかっていない。一方、北アメリカ産の始新世の化石種（1属2種）は Hypsidoridae 科として記載され、現生のケートプシス上科とロリカリア上科の中間に位置付けられるグループであると考えられている。このほか、帰属未定の絶滅属がいくつか知られている。
日本においては、古琵琶湖層群（現在の三重県上野盆地付近）の3〜400万年前の地層から、ナマズ科魚類の化石が見つかっている。これより遥か以前、香川県讃岐層群における中新世の地層（約1500万年前）からは、世界最古のナマズ科魚類の化石が発見されている。この化石種にみられる骨格上の特徴は現生のいずれの種にも該当せず、ナマズ科の共通祖先にあたるグループに含まれる可能性がある。
最古の化石が南アメリカで出土していること、原始的な特徴を残すディプロミュステース科やケートプシス科の仲間が南アメリカに分布していることなどから、ナマズ目の起源は南米とみなされることが多い。ナマズ目の姉妹群であるデンキウナギ目が南アメリカのみに生息することも、南米起源説の有力な証拠と捉えられている。全大陸へのナマズ類の拡散には、大陸移動が関与しているとみられるものの、起源および多様な種を獲得するに至る過程については、いまだ統一見解は得られていない。

## 分類
ナマズ目の分類は近年大きく変遷を重ねているが、本稿ではNelson (2006)において採用された11上科35科446属2,867種（絶滅群を除く）の分類体系に基づいて記述する。2005年には新たな科として Lacantuniidae 科の設置が提案されているが、本分類での採用は見送られている。ナマズ目は同じ骨鰾上目のネズミギス目・コイ目・カラシン目・デンキウナギ目と近縁で、特にデンキウナギ目とは極めて近く、互いに姉妹群の関係にある。このため両者を一つの「ナマズ目」にまとめ、ナマズ類とデンキウナギ類をそれぞれ亜目として扱う体系もある。
ナマズ目の単系統性、および各科の系統順位に関する研究は大幅な進展を見せているものの、下位分類群を区別するための鑑別点は必ずしも明瞭ではないなど、未解決の問題は多数残されている。各科のナマズ類にはそれぞれ進化の過程で新たに獲得した形質（共有派生形質）と、二次的に退化したと思われる形質とが複雑に入り乱れており、現在の分類はあくまでも暫定的なものに過ぎない。近年、アメリカ国立科学財団 (NSF) によるプロジェクトとして、ナマズ目全種の詳細な目録作成 (All Catfish Species Inventory, ACSI) が開始され、分類体系の確立へ向けての努力が進められている。

### ディプロミュステース上科
ディプロミュステース上科 Diplomystoidea は1科2属6種からなる。ナマズ目で最も原始的な特徴を残し、他のすべてのナマズ類の起源となった一群と考えられている。

#### ディプロミュステース科
ディプロミュステース科 Diplomystidae は2属6種。チリ・アルゼンチンなど南アメリカ南部に分布する。よく発達した上顎と歯を備えるとともに、主鰭条18本の尾鰭をもち、これは現生のナマズ目魚類としては唯一本科のみに見られる特徴である。耳石の形態にも特徴がある。ヒゲは上顎に1対のみある。皮膚は小さな突起で覆われ、骨板はもたない。背鰭・胸鰭に棘があり、脂鰭をもつ。
- Diplomystes 属
- Olivaichthys 属

### ケートプシス上科
ケートプシス上科 Cetopsoidea は1科7属23種からなり、すべて南アメリカに分布する。

#### ケートプシス科
ケートプシス科 Cetopsidae は2亜科7属23種を含む。かつて独立の科として存在したヘロゲネス科は、本科の亜科として含まれた。ヒゲは両顎に計3対あるが、発達は悪く短いものが多い。体は滑らかで骨板はない。臀鰭の基底が長く、背鰭・胸鰭には棘がない。
ケートプシス亜科のナマズ類は一般に魚食性で、大型魚を集団で襲うなど攻撃的な性質をもつ種類が多く、トリコミュクテールス科の一部とともにカンディルと総称されている。
- ケートプシス亜科 Cetopsinae  6属19種。脂鰭を欠く。浮き袋は縮小しており、骨に包まれるように存在する[10]。背鰭は体の前半部分に位置する。
  - Bathycetopsis 属
  - Cetopsis 属
  - Denticetopsis 属
  - Hemicetopsis 属
  - Paracetopsis 属
  - Pseudocetopsis 属
- ヘロゲネス亜科 Helogeneinae  1属4種。枯葉に擬態した茶褐色の体色をもち、流れの緩やかな河川に生息する。小さな脂鰭をもつことがある[10]。尾鰭の主鰭条は15または16本と少ない。
  - Helogenes 属

### Hypsidoroidea 上科
Hypsidoroidea 上科は化石種のみを含む絶滅群であり、1科1属2種で構成される。よく発達した上顎をもつなど、ディプロミュステース科と共通した特徴を有する。

#### Hypsidoridae 科
Hypsidoridae 科は1属2種からなる絶滅科である。アメリカのワイオミング州およびオレゴン州から、始新世中期の化石が知られている。上顎が発達し、歯をもつ。尾鰭の主鰭条は17本。
- Hypsidoris 属

### ロリカリア上科
ロリカリア上科 Loricarioidea は7科156属で構成され、ナマズ目全体の三分の一以上、1,187種が含まれる大きなグループである。アンピリウス科のみアフリカに、他6科は南アメリカを中心に分布し、プレコやコリドラスなど観賞用の小型熱帯魚が多数所属している。

#### アンピリウス科
アンピリウス科 Amphiliidae は3亜科12属66種を含む。アフリカ大陸の熱帯地方に広く分布する。高標高の渓流域では特に一般的な小型種で、ほとんどの種類は川の急流に逆らい岩を登ることができる。ヒゲは3対で、鼻部にはない。背鰭・臀鰭の基底は短い。鰭には棘がなく、脂鰭をもつ。
- Amphiliinae 亜科  2属26種。体は比較的短く、骨板はない。口はやや下向きにつく。
  - Amphilius 属
  - Paramphilius 属
- Leptoglaninae 亜科  5属16種。長く突き出した上顎が特徴。
  - Leptoglanis 属
  - Zaireichthys 属
  - 他3属
- Doumeinae 亜科  5属24種。体は細長く、体は発達した骨板によって覆われる。口は下向き。
  - Doumea 属
  - Phractura 属
  - 他3属

#### トリコミュクテールス科

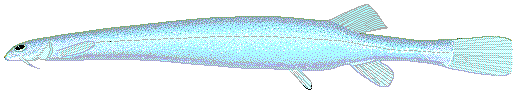
カンディルの1種 Vandellia cirrhosa

トリコミュクテールス科 Trichomycteridae は8亜科41属201種で構成される。中央アメリカの一部（コスタリカ・パナマ）から南アメリカ全域に分布する。体は滑らかで細長い。ヒゲは鼻部と上顎にあり、下顎にはないことが多い。脂鰭はもたない種類が多く、一部には腹鰭を欠くものもいる。鰓蓋骨にトゲをもつ。
Vandelliinae 亜科と Stegophilinae 亜科のナマズ類はその特異な生態から、英語で「parasitic catfish（寄生性ナマズ）」と総称されることがある。Vandelliinae 亜科には吸血性の種類が含まれ、他の魚類や動物の皮膚に噛み付いて血を吸い、鰓孔から体内に侵入することもある。ブラジルに分布する Vandellia 属の仲間（一般にカンディルと呼ばれる）は特に危険な魚類として知られ、人間の尿道に侵入し深刻な被害を与えた例が報告されている。Stegophilinae 亜科の魚類は他の魚の粘膜や鱗を主な餌とする。
- Copionodontinae 亜科  2属4種。ブラジル北東部に分布。脂鰭がよく発達し、背鰭の基部は体の前半にある。
  - Copionodon 属
  - Glaphyropoma 属
- Trichogeninae 亜科  1属1種。ブラジル南東部に生息し、臀鰭の基底が長い。
  - Trichogenes 属
- Trichomycterinae 亜科  8属139種。生息域が幅広く、河口付近から標高4,500 mの高地にまで及び、急流の中に住む種類もいる。性質は一般に温和で、カンディル類のような攻撃性はもたない。本亜科は単系統性を否定された一群で、再検討の必要性が指摘されている[1]。
  - Ituglanis 属
  - Trichomycterus 属
  - 他6属
- Vandelliinae 亜科  4属9種。吸血性など特異な生態をもつ種類を含む。
  - Plectrochilus 属
  - Vandellia 属
  - 他2属
- Stegophilinae 亜科  12属26種。他の魚類を襲い、粘膜などを食べる種類がある。
  - Stegophilus 属
  - 他11属
- Tridentinae 亜科  4属7種。臀鰭の基底は比較的長い。
  - Tridentopsis 属
  - Tridens 属
  - 他2属
- Glanapteryginae 亜科  4属9種。尾鰭の主鰭条は11本以下と少ない。腹鰭とその骨格をもたない種類が多く、2種を除き背鰭も欠く。下尾骨は完全に癒合する。体は透明で、砂に潜って生活する。
  - Glanapteryx 属
  - Listrura 属
  - 他2属
- Sarcoglanidinae 亜科  6属6種。アマゾン川流域に分布する。得られた標本数が極めて少なく、詳細がほとんど知られていない一群である。
  - Sarcoglanis 属
  - 他5属

#### ネーマトゲニュス科
ネーマトゲニュス科 Nematogenyidae は1属1種。チリ中央部に生息し、トリコミュクテールス科と姉妹群の関係にあるとみられている。体は滑らかで細長い。ヒゲは3対あり、両顎と鼻部に存在する。脂鰭をもたず、鰓蓋骨のトゲもない。背鰭は体の中央、腹鰭と向かい合わせに位置する。
- ネーマトゲニュス属 Nematogenys

#### カッリクテュス科

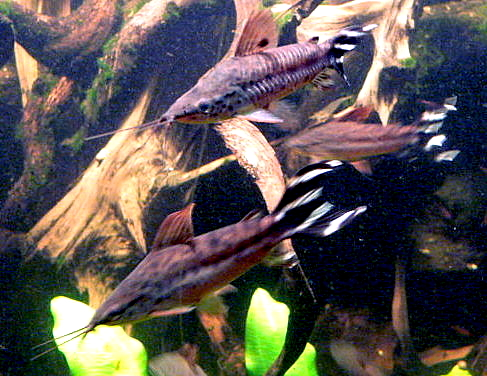
フラッグテール・ポートホールキャットDianema urostriata （カッリクテュス亜科）。尾鰭の縞模様が特徴の種類

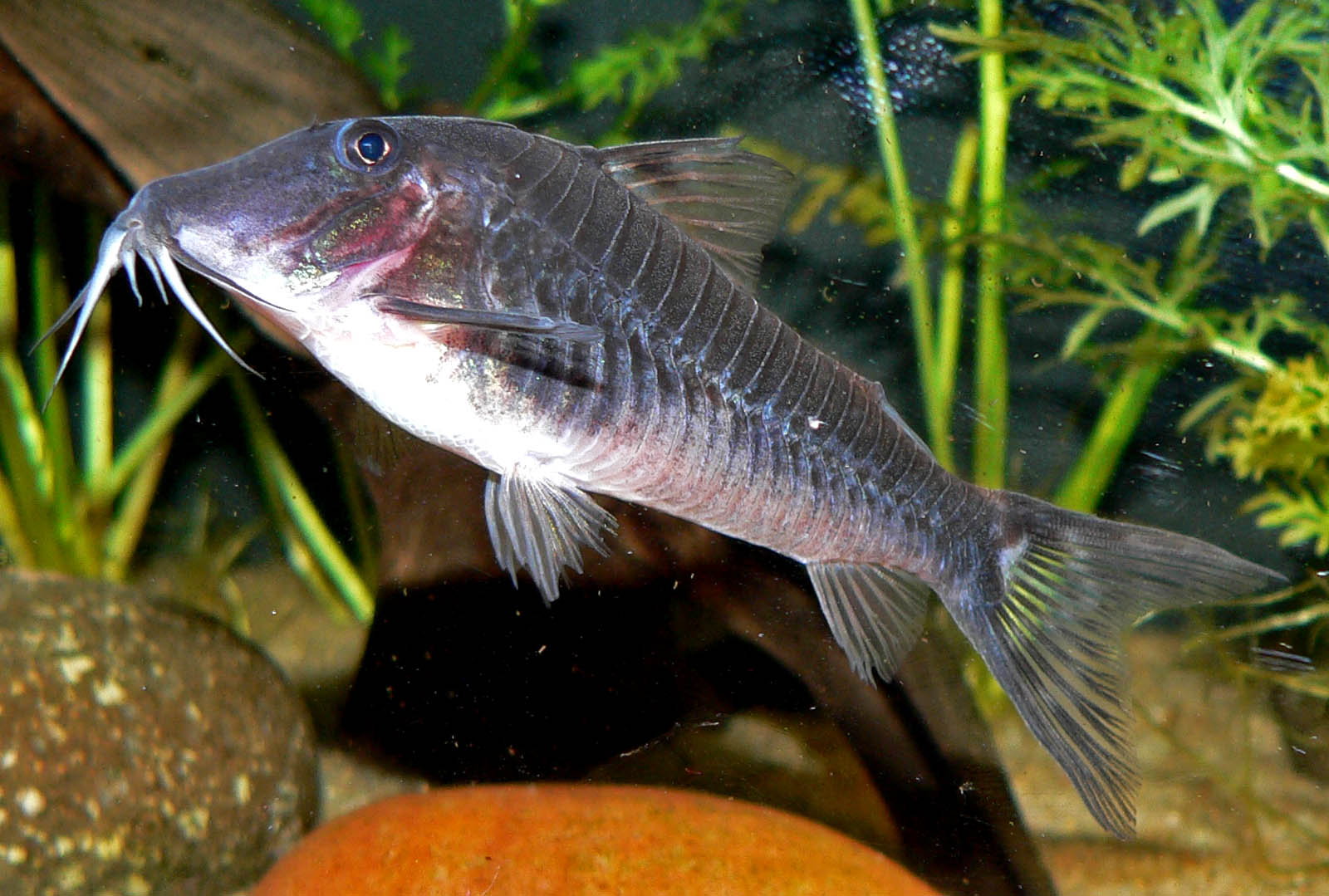
コリドラス・セミアクィルスCorydoras semiaquilus （コリドラス亜科）。2列に並んだ瓦状の骨板が、カッリクテュス科のナマズ類の特徴である

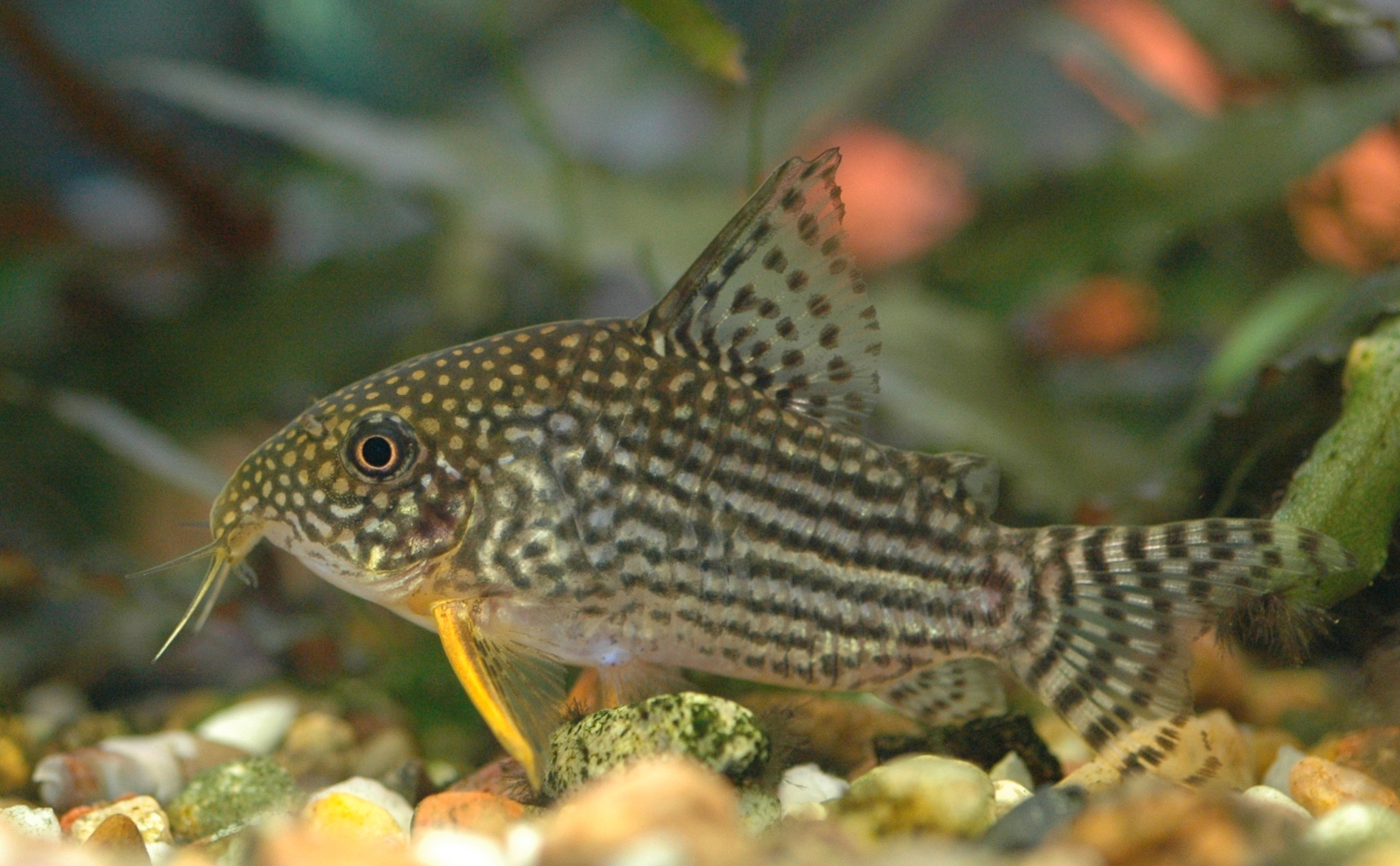
コリドラス・ステルバイ Corydoras sterbai （コリドラス亜科）。コリドラスの仲間は種によって異なる多彩な斑紋をもつ

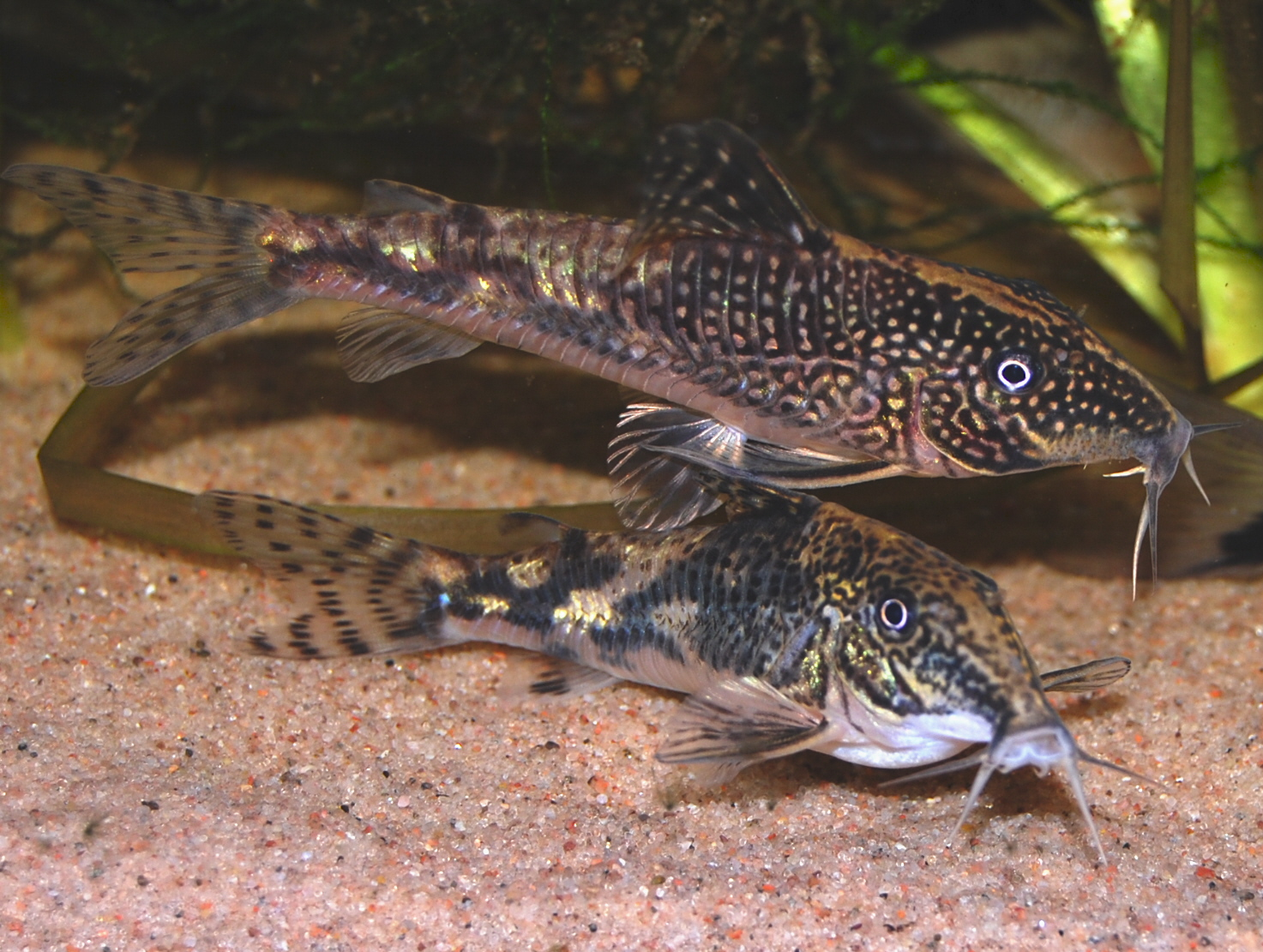
コリドラス亜科の1種 Scleromystax barbatus。ペア（上が雄）

カッリクテュス科 Callichthyidae は2亜科8属177種を含み、パナマおよび南アメリカに分布する。カリクティス科と表記されることもある。
頭部の骨格が非常に頑健であるほか、体表面が2列に並んだ骨板で覆われることが大きな特徴である。骨板は規則正しく瓦状に並び、側線上で互いに重なる。浮き袋は小型化し、骨に包まれる。口は小さく腹側についており、よく発達した1 - 2対のヒゲをもつ。背鰭・胸鰭の棘は強靭で、脂鰭にも棘がある。一部の種類はある程度の空気呼吸が可能で、短距離であれば地上を移動することもできる。
- カッリクテュス亜科 Callichthyinae  5属13種。吻（口先）は平たい。
  - Callichthys 属
  - Lepthoplosternum 属
  - 他3属
- コリドラス亜科 Corydoradinae  3属164種。吻は丸みを帯びることがある。
  - コリドラス属 Corydoras
  - 他2属

#### スコロプラクス科
スコロプラクス科 Scoloplacidae は1属4種。南アメリカに分布する。1976年に初めて記載された新しい一群で、体長2 cm程度で成熟する超小型種を含む。体の両側に1列ずつ、腹部中央に1列の特殊な骨板が並ぶ。脂鰭を欠く。尾鰭の主鰭条は少なく、10 - 12本。
- スコロプラクス属 Scoloplax

#### アストロブレプス科
アストロブレプス科 Astroblepidae は1属54種からなる。パナマと南アメリカに分布する。山岳地帯の急流域における生活に適応した一群で、標高3,500 mまでの渓流に生息し、滝を登ることさえある。ほぼすべての種が口に円形の吸盤をもち、岩などに張り付いて水流をやり過ごす。口ヒゲは鼻部と上顎に計2対ある。背鰭には棘があるが、固定することはできない。
- アストロブレプス属 Astroblepus

#### ロリカリア科

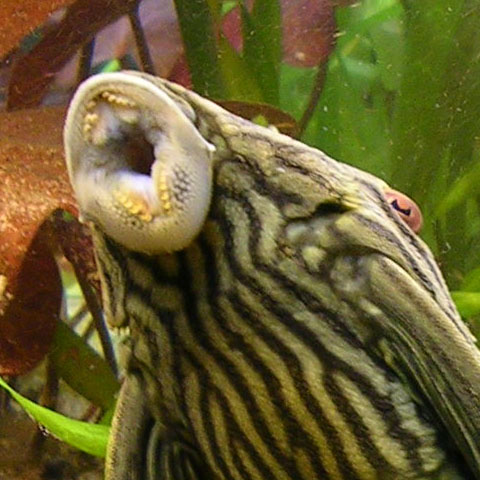
ロイヤルプレコ Panaque nigrolineatus （ロリカリア科）。本科は流れの速い河川での生活に適応しており、吸盤状になった口で岩に張り付く

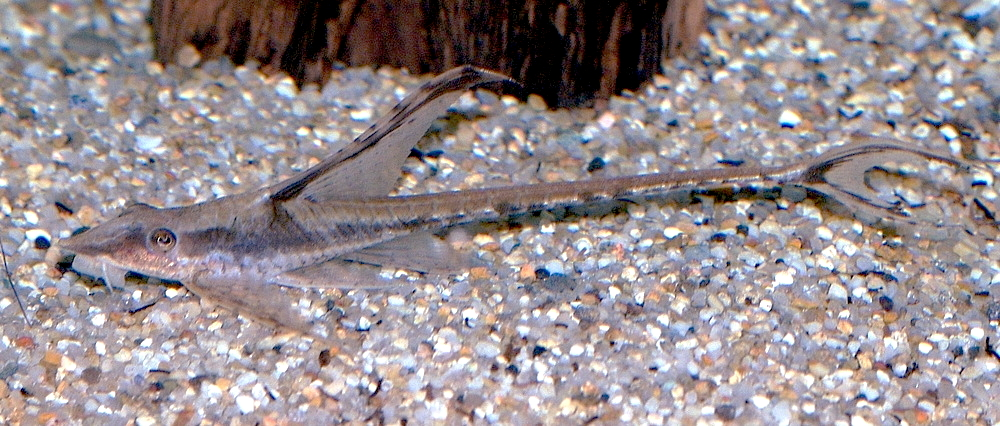
ロイヤルファロウェラ Sturisoma panamense （ロリカリア科）。大きな背鰭と胸鰭が特徴

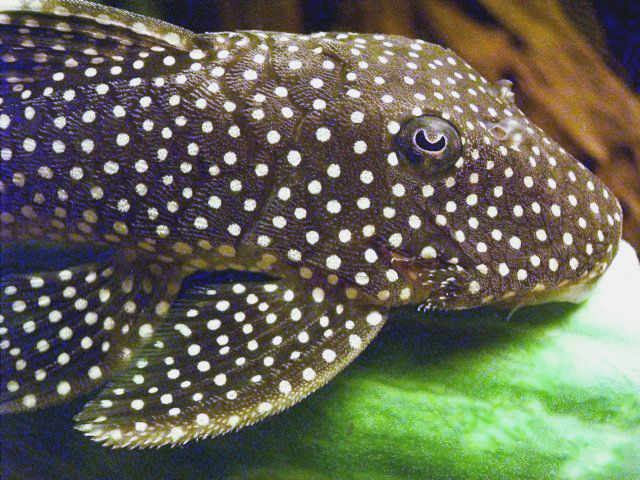
ロリカリア科の1種 Baryancistrus sp.

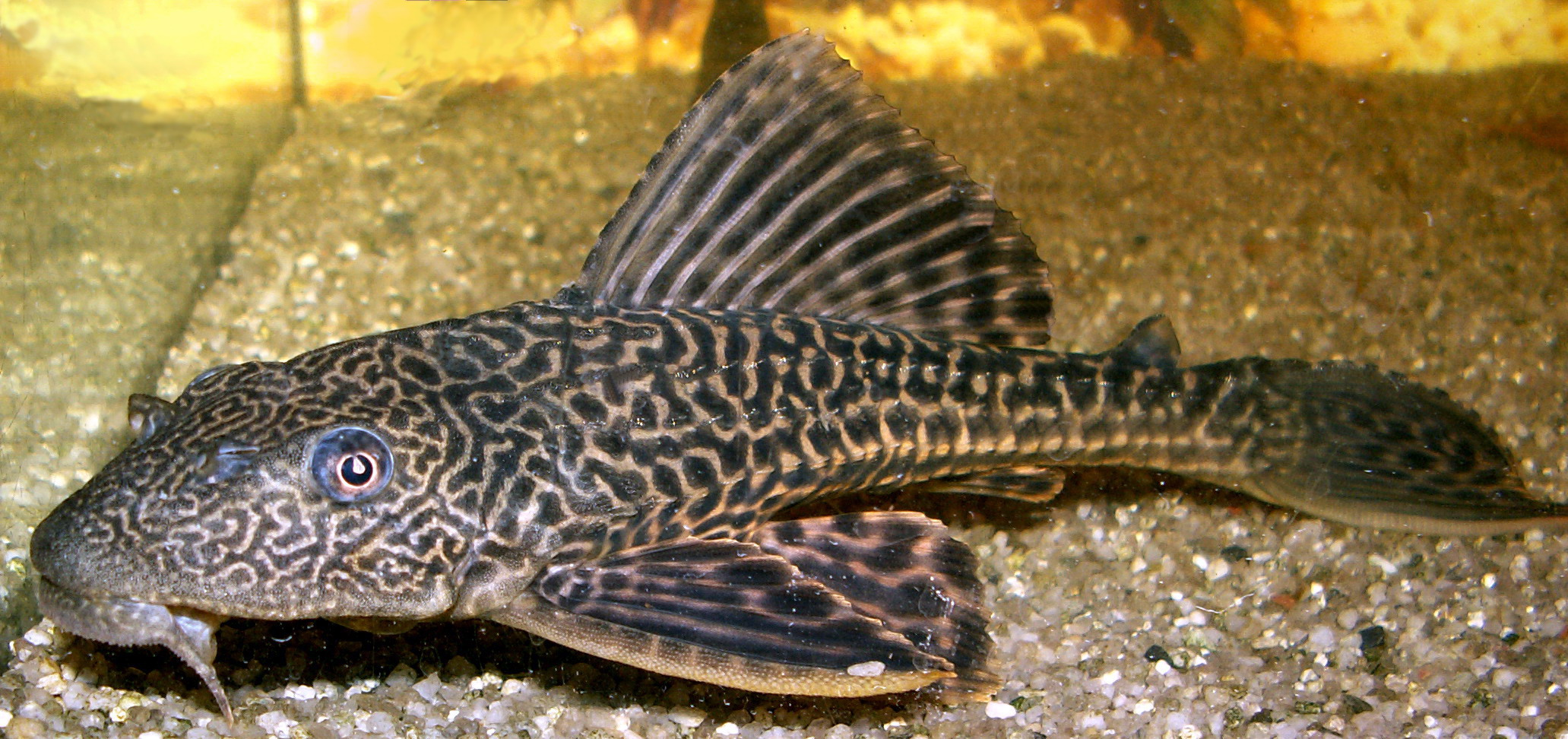
パイレーツプレコPterygoplichthys multiradiatus （ロリカリア科）

ロリカリア科 Loricariidae は6亜科92属684種で構成される。中央アメリカ（コスタリカ・パナマ）から南アメリカにかけて分布する。標高3,000 mまでの高地にも生息し、流れの激しい河川への適応も認められる。アンシストルス亜科・ヒポストムス亜科に属するナマズ類は特に「プレコ」と総称され、観賞魚として人気がある。ナマズ目の中で最大の科であり、毎年新種が報告される科でもある。
体は骨板に覆われ、口は下向きで吸盤状になっていることが多い。口ヒゲは目立たない場合もある。脂鰭の有無はまちまちで、棘をもつこともある。小型の観賞用ナマズとして知られるオトシンクルス属の仲間をはじめ植物食性の種類が多く、ナマズ類としては長い腸管をもっている。
- Lithogeneinae 亜科  1属2種。うち1種 Lithogenes valencia は絶滅した可能性がある。以前はアストロブレプス科に所属していた。
  - Lithogenes 属
- Neoplecostominae 亜科  1属7種。ブラジル南東部に分布する。
  - Neoplecostomus 属
- Hypoptopomatinae 亜科  16属79種。
  - オトシンクルス属 Otocinclus
  - Hypoptopoma 属
  - 他14属
- ロリカリア亜科 Loricariinae  31属209種。
  - ファロウェラ属 Farlowella
  - Loricaria 属
  - 他29属
- アンシストルス亜科 Ancistrinae  27属217種。
  - Ancistrus 属
  - 他26属
- ヒポストムス亜科 Hypostominae  16属169種。
  - Hypostomus 属
  - 他15属

### シソル上科
シソル上科 Sisoroidea は5科41属230種で構成される。本上科はロリカリア上科と姉妹群を構成する。アスプレド科を除く4科は、南アジア〜東南アジアに分布する。

#### アカザ科
アカザ科 Amblycipitidae は3属26種を含む。南アジア（インド・パキスタン）から、日本を含む東アジアの河川（主に渓流域）に分布する。アカザ (Liobagrus reini) は日本固有種。
口ヒゲは4対。背鰭は厚い皮膚によって覆われ、基底は短く棘は弱い。胸鰭の棘は強く、毒腺と連続する。脂鰭は尾鰭と連続している場合がある。側線の発達は悪い。
- アカザ属 Liobagrus
- Amblyceps 属
- Xiurenbagrus 属

#### アキュシス科
アキュシス科 Akysidae は2亜科4属42種で構成され、東南アジアに分布する。背鰭の棘は強い。かつて2亜科はそれぞれ独立の科として分類されていた。
- アキュシス亜科 Akysinae  1属24種で、流れの速い河川に住む小型のナマズ類である。口ヒゲは4対。脂鰭をもち、胸鰭の棘は強い。眼は小さく、鰓の開口部は比較的狭い。
  - Akysis 属
- パラキュシス亜科 Parakysinae  3属18種。マレー半島・スマトラ島・ボルネオ島などに分布する。口ヒゲは4対だが、下顎に小さなヒゲが付属することがある。体は丸みを帯びた結節で覆われ、列状に並ぶこともある。脂鰭はない。眼は非常に小さい。
  - Acrochordonichthys 属
  - Breitensteinia 属
  - Parakysis 属

#### シソル科
シソル科(ヒゲブトギギ科) Sisoridae は2亜科17属112種を含む。西アジアから東南アジア、トルコからボルネオ島にかけて分布する。山岳の急流域に住む小型種がほとんどであるが、体長2 mに達する大型種も含まれる。
口ヒゲは多くの種類で4対あり、上顎のヒゲは特に太い。体にはいろいろな形態の突起状の構造がある。脂鰭をもつ。背鰭の基底は短く、棘の有無はさまざま。
- Sisorinae 亜科  6属23種。
  - Sisor 属
  - 他5属
- Glyptosterninae 亜科  11属89種。
  - Glyptosternon 属
  - 他10属

#### Erethistidae 科
Erethistidae 科は2亜科6属14種を含み、南アジアに分布する。以前はシソル科の亜科とされた一群。
- Continae 亜科  1属のみ。
  - Conta 属
- Erethistinae 亜科  5属。
  - Erethistes 属
  - 他4属

#### アスプレド科

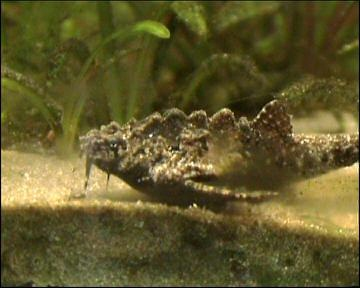
ロックバンジョー Bunocephalichthys verrucosus verrucosus （アスプレド科）。岩のように不規則に隆起した頭部が名前の由来

アスプレド科 Aspredinidae は3亜科12属36種で構成され、すべて南アメリカに分布する。頭部は強く縦扁し、楽器のバンジョーに似た独特の形態から、Banjo catfishという英語名をもつ。
体に鱗や骨板はないが、突起が列を成して並ぶ。脂鰭はない。鰓の開口部は退縮し、スリット状となっている。背鰭の棘は固定できない。尾鰭の主鰭条は10本以下と少ない。盲目魚 (Micromyzon akamai) を含む。
- Bunocephalinae 亜科  3属16種。
  - Bunocephalus 属
  - 他2属
- アスプレド亜科 Aspredininae  4属6種。
  - Aspredo 属
  - 他3属
- Hoplomyzontinae 亜科  5属14種。
  - Hoplomyzon 属
  - 他4属

### プセウドピメロドゥス上科
プセウドピメロドゥス上科 Pseudopimelodoidea は1科5属26種で構成される。ロリカリア上科とシソル上科を合わせたグループと姉妹群を成すとみられるものの、系統上の位置づけにはなお不明確な点を残す一群である。

#### プセウドピメロドゥス科
プセウドピメロドゥス科 Pseudopimelodidae は5属26種を含み、南アメリカに分布する。口は大きく、ヒゲは短い。褐色の斑紋をもち、観賞魚として人気のある種類を含む。かつてはピメロドゥス科に所属していた。
- Microglanis 属
- Pseudopimelodus 属
- 他3属

### ヘプタプテルス上科
ヘプタプテルス上科 Heptapteroidea は1科25属175種で構成される。プセウドピメロドゥス上科と同様、本上科と他のグループの系統関係は曖昧な点が多い。

#### ヘプタプテルス科
ヘプタプテルス科 Heptapteridae は25属175種を含み、メキシコから南アメリカにかけて分布する。プセウドピメロドゥス科と同じく、かつて所属したピメロドゥス科から分離されたグループである。
体に骨板はなく、口ヒゲは3対。大きな脂鰭をもち、尾鰭は二又に分かれる。これらの特徴はしばしばピメロドゥス科と共通し、外部形態のみで区別することは困難である場合が多い。多様性の理解が特に遅れている科の1つであり、個々の種の同定は非常に難しく、およそ50種の未記載種の存在が知られている。
- Heptapterus 属
- 他24属

### カモツワモノ上科
カモツワモノ上科 Cranoglanidoidea は1科1属3種で構成される。

#### カモツワモノ科
カモツワモノ科 Cranoglanididae は1属3種からなる。中国・ベトナムなどアジア地域の大河に生息する。眼が大きく、口ヒゲは4対。体は滑らかだが、頭部に骨板がある。背鰭の基底は短く、背鰭と胸鰭に棘をもつ。背鰭は二又に分かれる。鋤骨の歯を欠く。
- カモツワモノ属 Cranoglanis

### アメリカナマズ上科
アメリカナマズ上科 Ictaluroidea は1科7属46種で構成される。

#### アメリカナマズ科

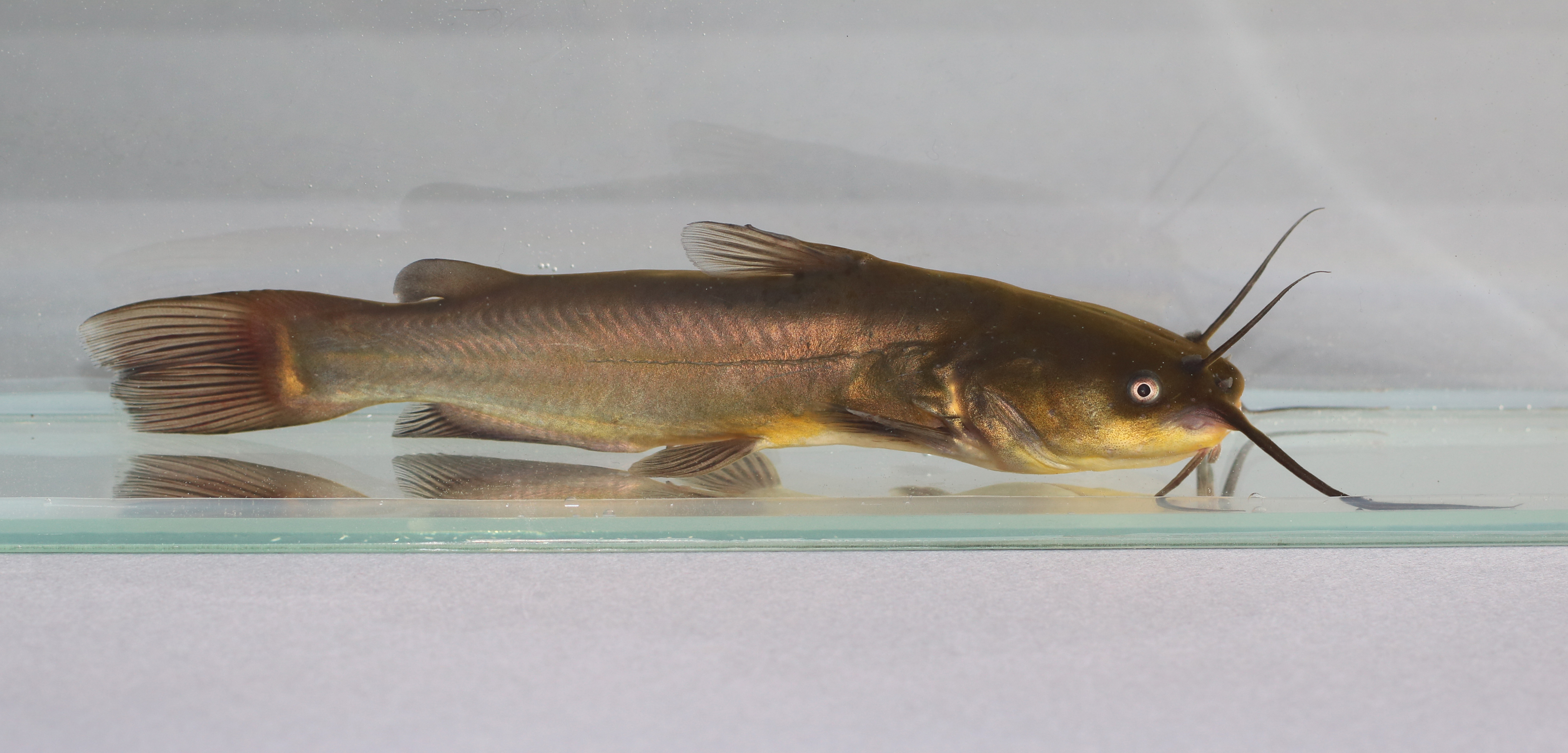
ブラック・ブルヘッドAmeiurus melas （アメリカナマズ科）。北アメリカに分布するナマズ類はほとんどが本科に所属し、食用種と観賞魚がともに含まれる

アメリカナマズ科 Ictaluridae は7属46種を含み、うち1種は近年絶滅種と認められた。北アメリカ（カナダ南部からグアテマラ）を中心に分布する。雄またはペアによる子育てを行う一群で、水底にクレーター状の巣を作る習性がある。
体は滑らかで口ヒゲは4対。背鰭と胸鰭には棘がある。口蓋骨の歯を欠く。4種の盲目魚を含むとともに、深い掘り抜き井戸および関連水路に生息する種類も知られる。体長1.6 mに及ぶ大型種がある。また、日本で特定外来生物に指定されているチャネルキャットフィッシュもここに含まれる。
- Noturus 属
- Ictalurus 属
- 他5属

### ドラス上科
ドラス上科 Doradoidea は3科61属345種で構成される。

#### サカサナマズ科

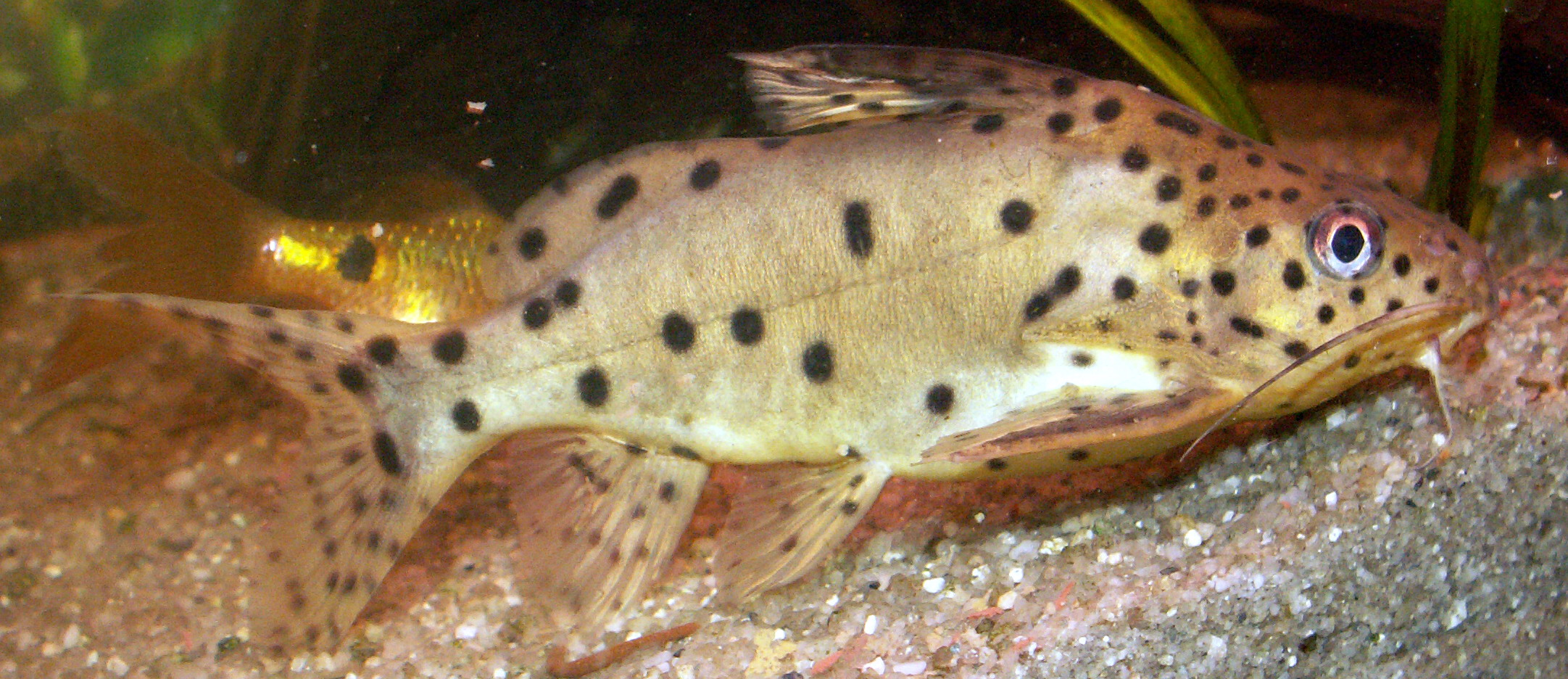
シノドンティス・ニアサエ Synodontis njassae （サカサナマズ科）。本科のナマズ類は大きな脂鰭を特徴とする

サカサナマズ科 Mochokidae は11属179種を含み、すべてアフリカに分布する。モコクス科とも呼ばれる。際立って大きな脂鰭が特徴で、Mochokus 属のうち2種は脂鰭にも鰭条をもつ。背鰭と胸鰭の棘は強靭で、固定が可能である。口ヒゲは3対で鼻部にはなく、下顎のヒゲは細かく枝分かれする。単系統性が確かなものと考えられている一群である。
シノドンティス属には観賞用に飼育される種類が多数所属している。腹部を上に向けて泳ぐ習性をもつサカサナマズ (Synodontis nigriventris) が特に知られるが、本種のように常に逆さに泳ぐ種類はごく少数である。
- シノドンティス属 Synodontis
- Chiloglanis 属
- Mochokus 属
- 他8属

#### ドラス科

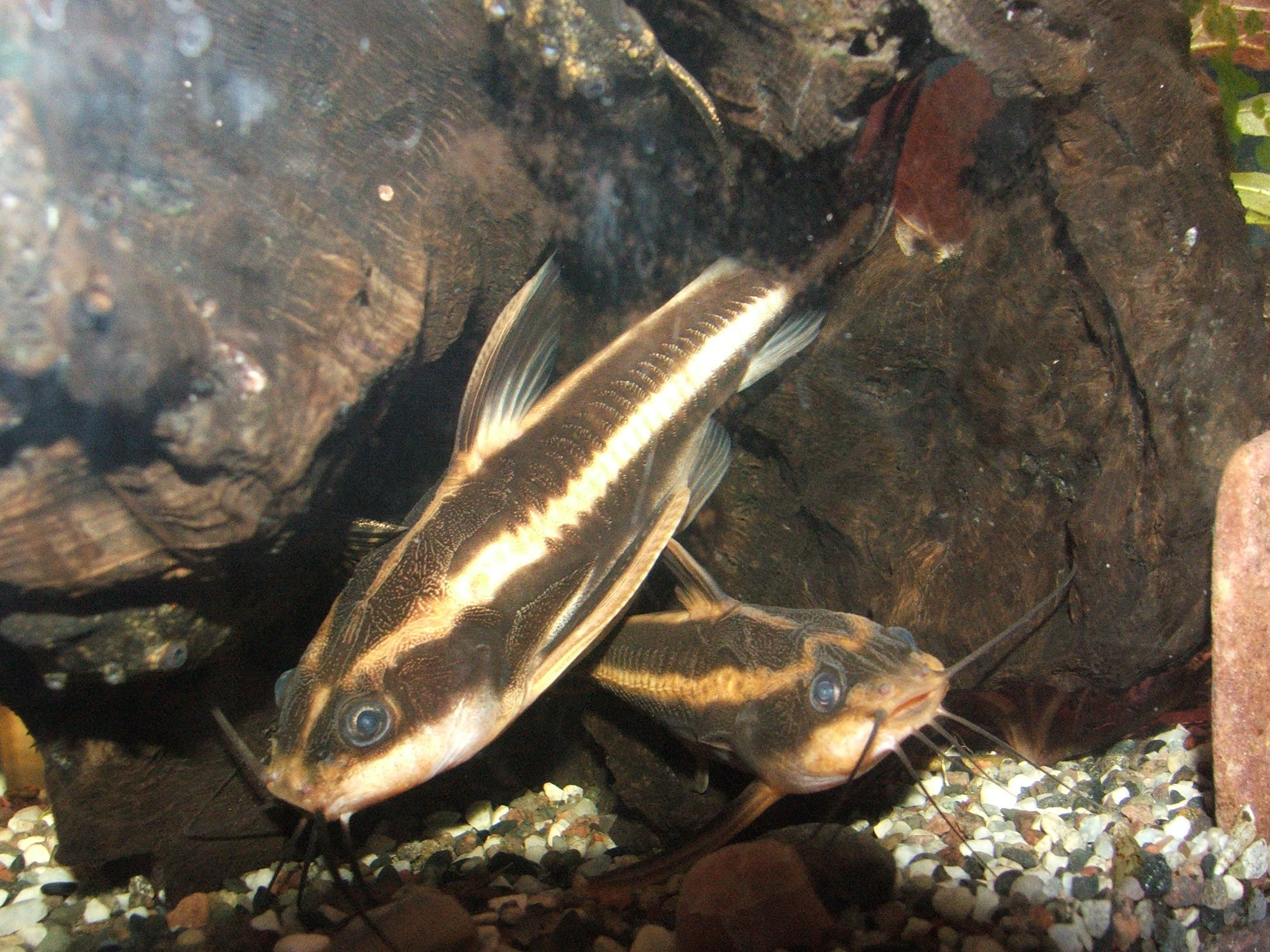
ホワイトライン・トーキングキャット Platydoras costatus （ドラス科）。本科の多くが胸鰭や浮き袋を使って発音する

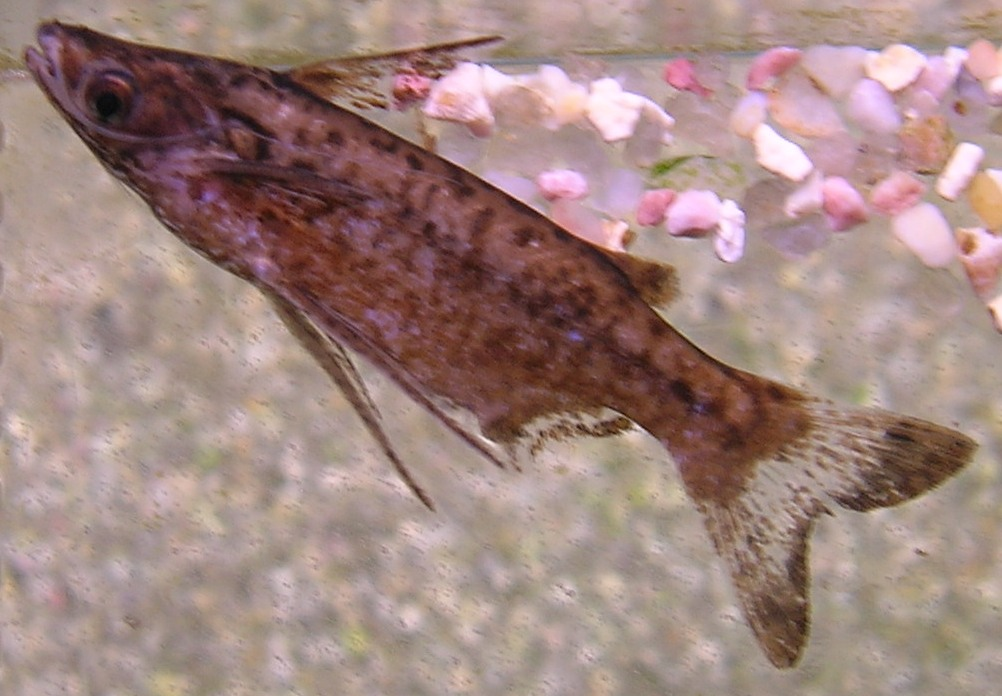
アウケーニプテルス科の1種 Entomocorus radiosus。本科の雄は交接器をもち、雌は交尾による体内受精をする

ドラス科 Doradidae は30属72種を含み、南アメリカ（特にブラジル・ペルー・ギアナ地方）に分布する。胸鰭の棘を動かすか、浮き袋を振動させることによって音を出すことが可能で、英語ではtalking catfishと呼ばれることもある。
体には頑丈な骨板が列を成し、ほとんどの種類では整列したトゲをもっている。口ヒゲは3対で、枝分かれをもつ種類もある。脂鰭をもち、背鰭と胸鰭には棘がある。
- Doras 属
- 他29属

#### アウケーニプテルス科
アウケーニプテルス科 Auchenipteridae は2亜科20属94種で構成され、パナマおよび南アメリカの熱帯域に分布する。褐色から黒色の地味な体色をした種類が多く、岩や流木の陰に潜む性質がある。
本科の雄は臀鰭の前方に交接器をもち、ナマズ目としては例外的に、すべての種類で体内受精を行う。卵胎生ではなく、交尾した雌は受精卵を産む。体は一般に滑らかだが、頭部の皮膚の下に埋没した骨板をもつ。口ヒゲは3対で、上顎のものが最も長い。背鰭と胸鰭には強い棘がある。脂鰭は小さく、もたない場合もある。
- Centromochlinae 亜科  4属31種。
  - Centromochlus 属
  - 他3属
- Auchenipterinae 亜科  16属63種。かつて独立の科として存在したアゲネイオスス科 Ageneiosidae （2属約12種）は、本亜科に含められた。
  - Ageneiosus 属
  - Auchenipterus 属
  - 他14属

### ナマズ上科
ナマズ上科 Siluroidea は7科45属275種で構成される。

#### ナマズ科

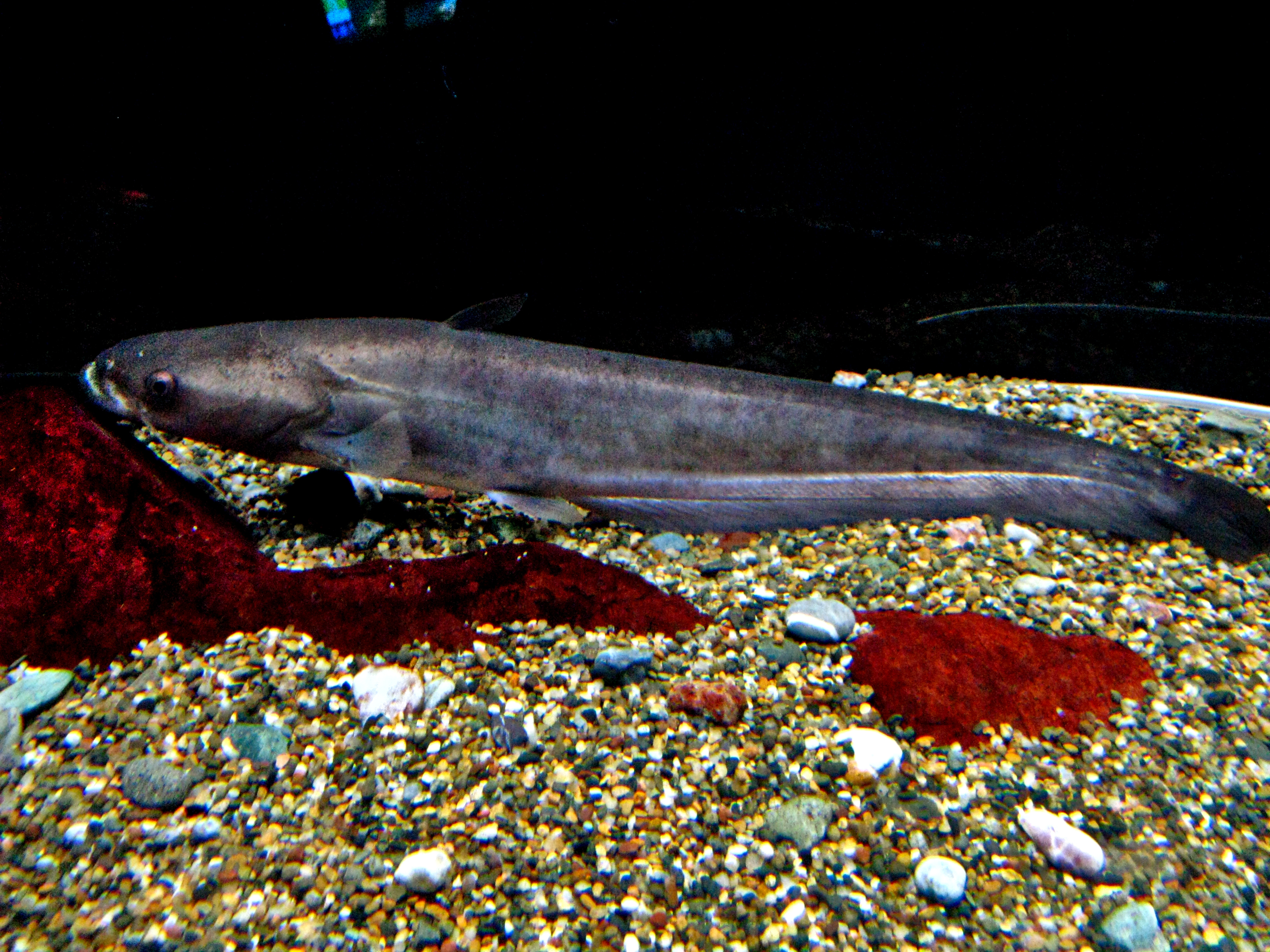
ビワコオオナマズ Silurus biwaensis （ナマズ科）。琵琶湖のみに生息する日本固有種

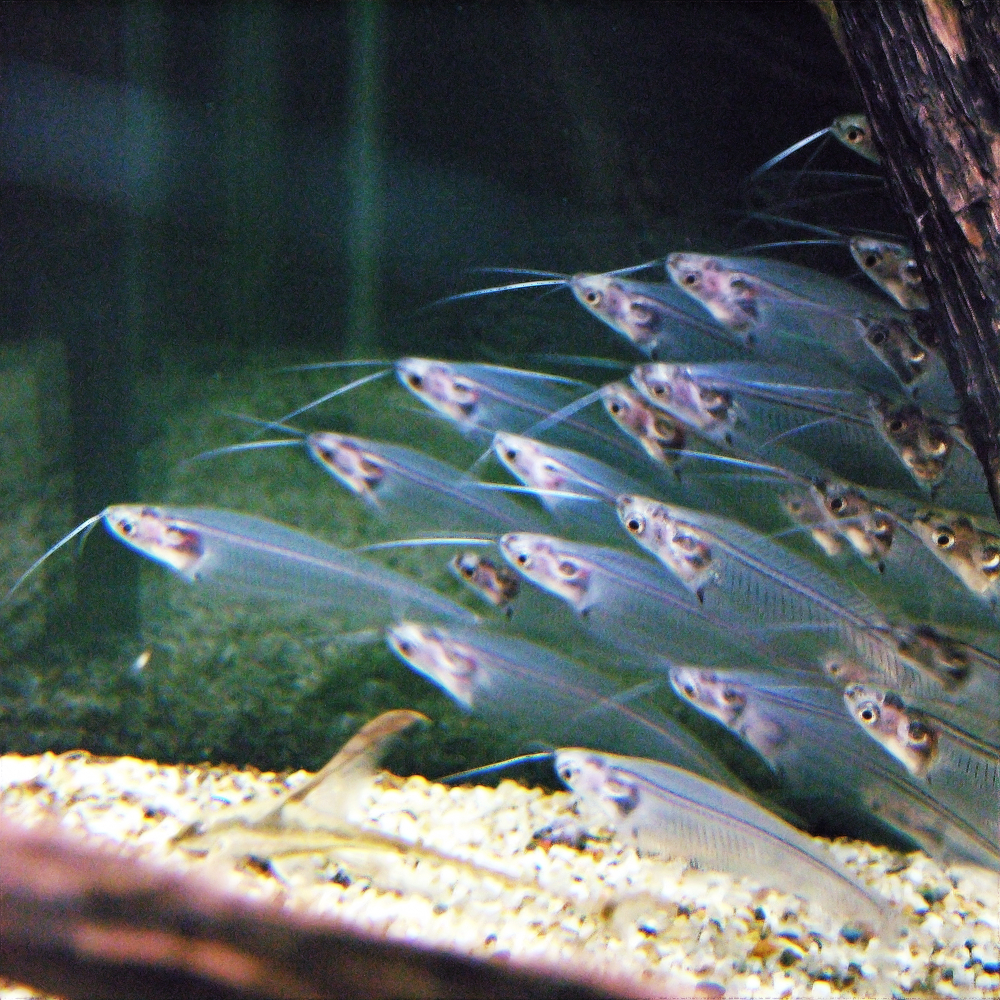
トランスルーセントグラスキャットフィッシュ Kryptopterus bicirrhis （ナマズ科）。透明な体をもつ

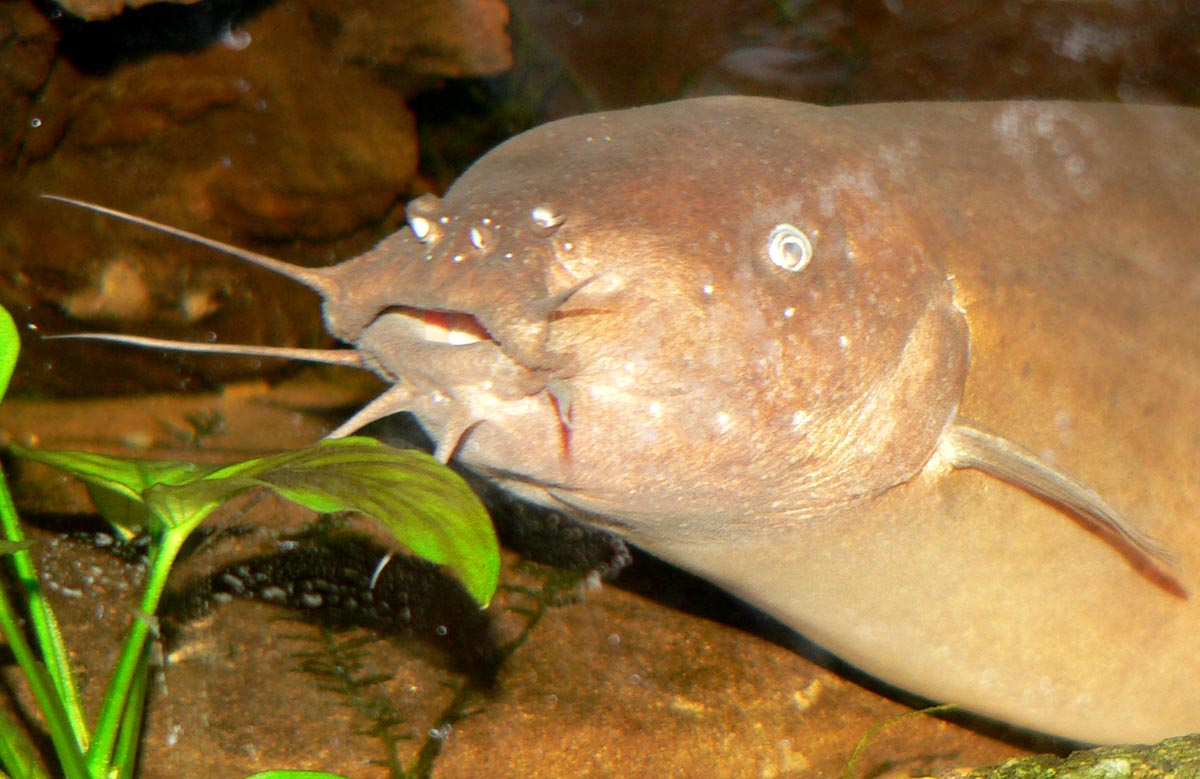
デンキナマズ Malapterurus electricus （デンキナマズ科）。発電魚として有名

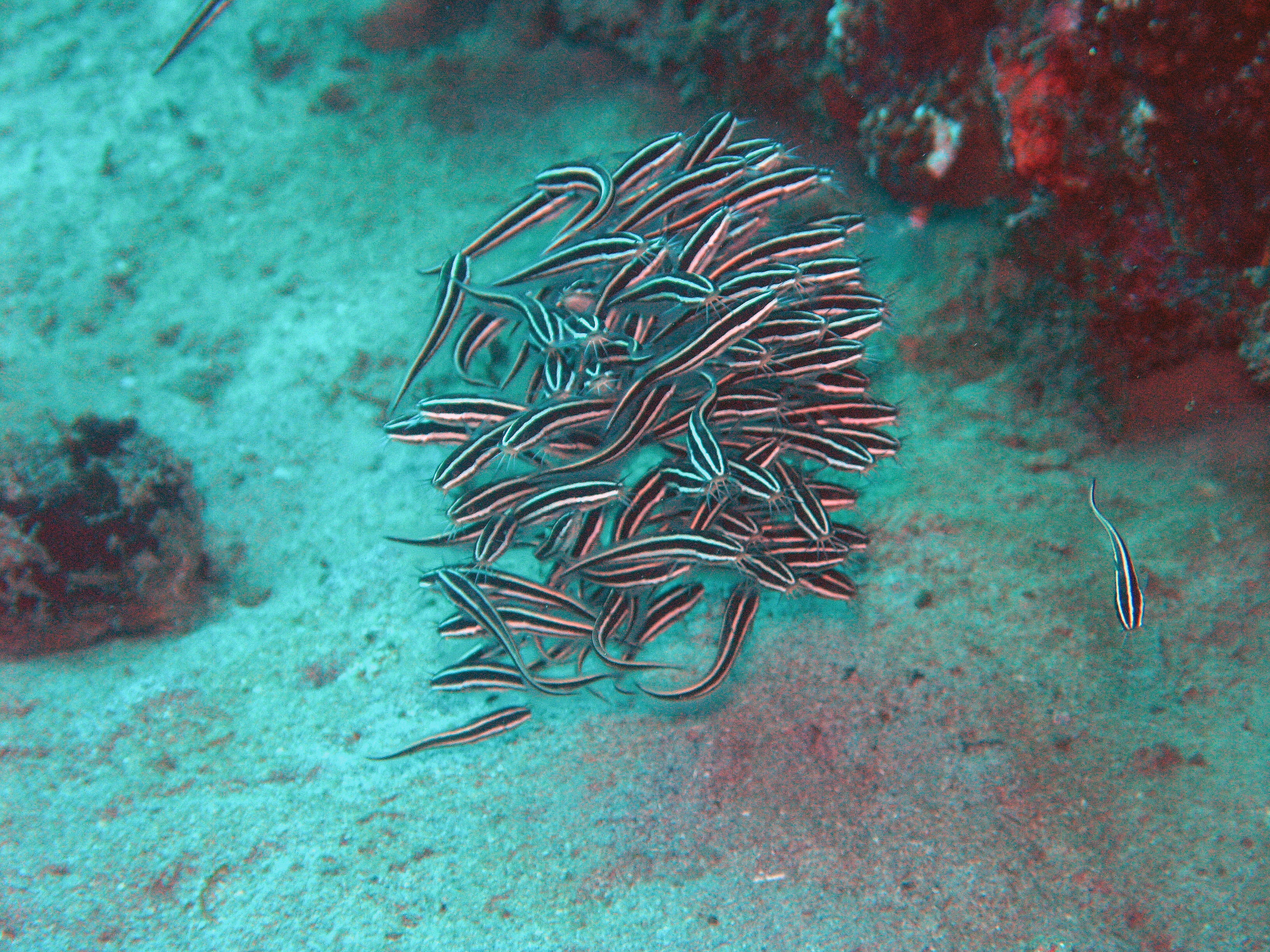
ゴンズイ Plotosus lineatus （ゴンズイ科）。本州沿岸に分布する海産のナマズ類で、若魚は「ゴンズイ玉」と呼ばれる塊状の群れを作る

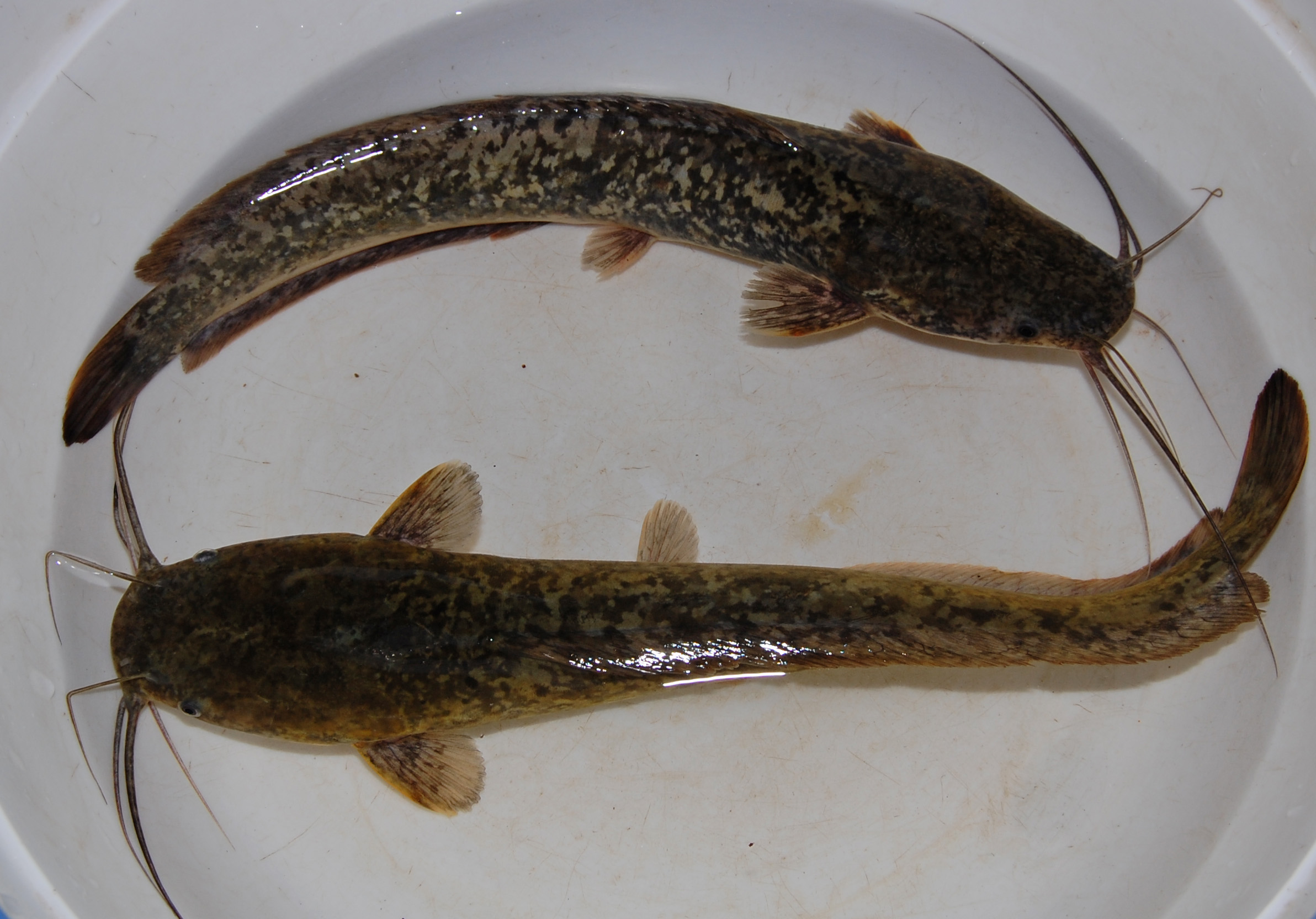
アフリカンクララ Clarias gariepinus （ヒレナマズ科）。本科魚類は空気呼吸が可能

ナマズ科 Siluridae は11属97種を含み、ヨーロッパからアジアにかけて広範な分布域をもつ。ユーラシア大陸を代表するナマズ類で、日本における「ナマズ」のイメージを形作る一群となっている。体長3 mを超えるヨーロッパオオナマズ (Silurus glanis) はナマズ目最大の種で、欧州では重要な漁業資源である。日本からはナマズ（またはニホンナマズ）、ビワコオオナマズとイワトコナマズの3種が知られ、後二者は琵琶湖水系のみに分布する日本固有種である。
口ヒゲは2対、あるいは3対で、通常上顎のヒゲが長く伸びる。脂鰭はない。背鰭は小さく、棘は目立たない。Kryptopterus 属の一部は背鰭を欠いている。臀鰭の基底が非常に長い。結節状に退縮した口蓋骨などの特徴から、本科の単系統性は概ね支持されている。
- ナマズ属 Silurus
- 他10属

#### デンキナマズ科
デンキナマズ科 Malapteruridae は2属19種を含み、ナイル川などアフリカの熱帯域に分布する。よく発達した発電器官をもつことが最大の特徴である。発電器官は体の前半部の筋肉を起源としている。口ヒゲは3対。背鰭を欠き、胸鰭には棘がない。脂鰭は体の後方に位置し、尾鰭は丸みを帯びる。浮き袋は体の後方に長く伸び、2あるいは3つの小室に分かれる。
- デンキナマズ属 Malapterurus
- Paradoxoglanis 属

#### Auchenoglanididae 科
Auchenoglanididae 科は6属28種を含み、アフリカに分布する。前鼻孔が上唇の腹側に位置する。尾鰭は丸みを帯びる。かつてはギギ科に所属していたが、現在はデンキナマズ科の姉妹群とされることが多くなった。
- Auchenoglanis 属
- 他5属

#### カカ科
カカ科 Chacidae は1属3種からなり、インド東部からボルネオ島にかけて分布する。頭部は大きく、強く縦扁し平べったくなっている。口は端位で幅広く、カエルのような外見であることから英語では「frogmouth catfish」と呼ばれる。
口ヒゲは小さく2 - 3対。上顎のヒゲをルアーのように動かし、餌をおびき寄せる習性がある。眼は非常に小さい。背鰭と胸鰭の棘をもつ。腹鰭が大きく、脂鰭は尾鰭と連続する。
- カカ属 Chaca

#### ゴンズイ科
ゴンズイ科 Plotosidae は10属35種を含み、うち半数はインド洋から西部太平洋にかけて分布する海水魚で、他はオーストラリア・ニューギニア島に住む淡水魚である。
体は細長く、いわゆるウナギ型である。口ヒゲは4対。脂鰭はない。臀鰭は尾鰭と連続する。背鰭も尾鰭とつながっているように見えるが、これは尾鰭の基底が背中にまで伸び、背鰭のすぐ後ろまで達したものである。
- ゴンズイ属 Plotosus
- 他9属

#### ヒレナマズ科
ヒレナマズ科 Clariidae には14属90種が所属し、多くはアフリカ、一部の種類がアジアに分布する。口ヒゲは4対。背鰭と臀鰭の基底は非常に長く、尾鰭と連続することもある。胸鰭か腹鰭をもたない種類がある。
鰓の開口部が大きく、鰓から発達した空気呼吸のための器官をもつ。短距離であれば陸上を移動できる種類があり、中でもウォーキングキャットフィッシュ (Clarias batrachus) は世界各地に分布を広げた外来ナマズとして問題となっている。アフリカに住む一部の属は掘った穴の中に潜る習性があり、眼は非常に小さく胸鰭・腹鰭を欠くなどの適応がみられる。盲目魚も数種類知られている。
- ヒレナマズ属 Clarias
- Clariallabes 属
- 他12属

#### ヘテロプネウステス科
ヘテロプネウステス科 Heteropneustidae は1属3種からなり、パキスタンからタイにかけての南〜東南アジアに分布する。ヒレナマズ科とは姉妹群の関係にあり、同科の亜科として含められることもある。
体は細長く、頭部は縦扁し、体部は左右に平たい。口ヒゲは4対。鰓から体の後方に伸びる空気嚢があり、肺のように空気呼吸の機能を司っている。背鰭は短く棘を欠き、脂鰭はないことが多い。胸鰭の棘は鋭く、毒腺と連続している。性質は荒く、縄張りに侵入した人間を襲うこともあるため、生息地域では危険な魚類として認識されている。
- ヘテロプネウステス属 Heteropneustes

### ギギ上科
ギギ上科 Bagroidea は7科96属551種で構成される。ピメロドゥス科（南アメリカ）を除いた6科はアフリカとアジアを中心に分布する。

#### Austroglanididae 科
Austroglanididae 科は1属3種からなり、アフリカ南部に生息する。口ヒゲは3対で、鼻部にはない。背鰭・胸鰭の棘は強く、脂鰭は小さい。以前はギギ科に含められていた。
- Austroglanis 属

#### Claroteidae 科
Claroteidae 科は7属59種。アフリカに分布する。体はやや細長く、口ヒゲは4対。背鰭・胸鰭には強い棘がある。脂鰭をもち、アフリカンビッグマウスキャット（Clarotes laticeps）などClarotes 属は脂鰭にも鰭条がある。Austroglanididae 科と同様、かつてはギギ科に所属していた。
- Clarotes 属
- 他6属

#### ハマギギ科
ハマギギ科 Ariidae には21属150種が記載される。本科のナマズ類は海産種がほとんどで、熱帯から温帯にかけての暖かい海に広く分布するとともに、淡水・汽水域に進出する種類も多数含まれる。口ヒゲは多くの場合3対、まれに2対。脂鰭をもち、尾鰭は二又に分かれる。頭部と背鰭の近くに骨板をもつ種類もいる。背鰭・胸鰭に棘をもつ。
本科はナマズ目の中では数少ない海産のグループである。底生生活を行う他の淡水産ナマズとは異なり、活発に泳ぎ回るタイプの魚が多い。繁殖形態にも特徴があり、ほとんどの種類は雄が卵を口の中で守るマウスブルーダーである。
- ハマギギ属 Arius
- 他20属

#### スキルベ科
スキルベ科 Schilbeidae は15属56種で構成され、アフリカと南アジアに分布する。半透明の体をもつ種類が多く、群れを作る習性がある。本科のアルファベット表記には揺れがあり、「Schilbidae」 と書かれる場合もしばしばある。
口ヒゲは4対。背鰭の基底は短く、ない場合もある。ほとんどの種類は脂鰭をもつ。臀鰭の基底は非常に長い。腹鰭をもたない種類もある。本科の単系統性は概ね確かなものと考えられ、パンガシウス科と最も近い関係にある一群とみなされている。
- Schilbe 属
- 他14属

#### パンガシウス科

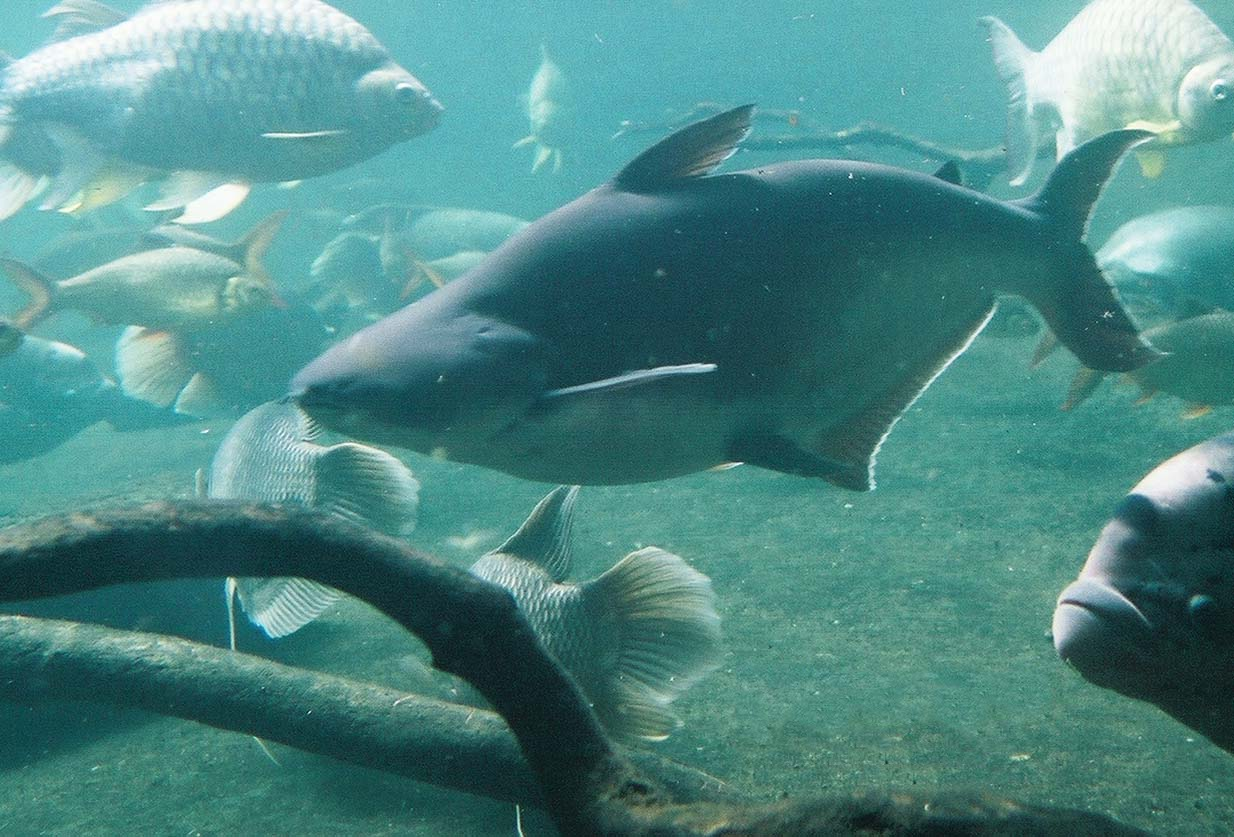
カイヤン Pangasius hypophthalmus （パンガシウス科）。タイのチャオプラヤー川では普通にみられ、養殖も盛んな食用魚

パンガシウス科 Pangasiidae は3属28種を含み、パキスタンからボルネオ島にかけて、南アジアを中心に分布する。本科に属するメコンオオナマズは植物食性の大型種で、体長3 m体重300 kgに達する場合もある。
体は側扁し、口ヒゲは2対で短い。脂鰭は小さい。背鰭は体の前の方にあり、棘をもつ。食用にされる中・大型種を含み、活発に泳ぎ回るものが多い。
- Pangasius 属
- 他2属

#### ギギ科
ギギ科 Bagridae は18属170種で構成され、アフリカとアジアに分布する。体は滑らかで、口ヒゲは4対ありよく発達している。通常、背鰭と胸鰭には棘がある。脂鰭は大きいことも小さいこともあり、種によって異なる。大型の食用魚から小型の観賞魚まで、さまざまに利用されている。
かつて独立の科として存在したオリュラ科は、背鰭の棘を欠き、細長い体と長い尾鰭が特徴のグループであるが、現在では本科に含められている。本科の単系統性および他科との類縁関係には不明瞭な部分が多い。
- ギバチ属 Pseudobagrus
- Bagrus 属
- 他15属

#### ピメロドゥス科

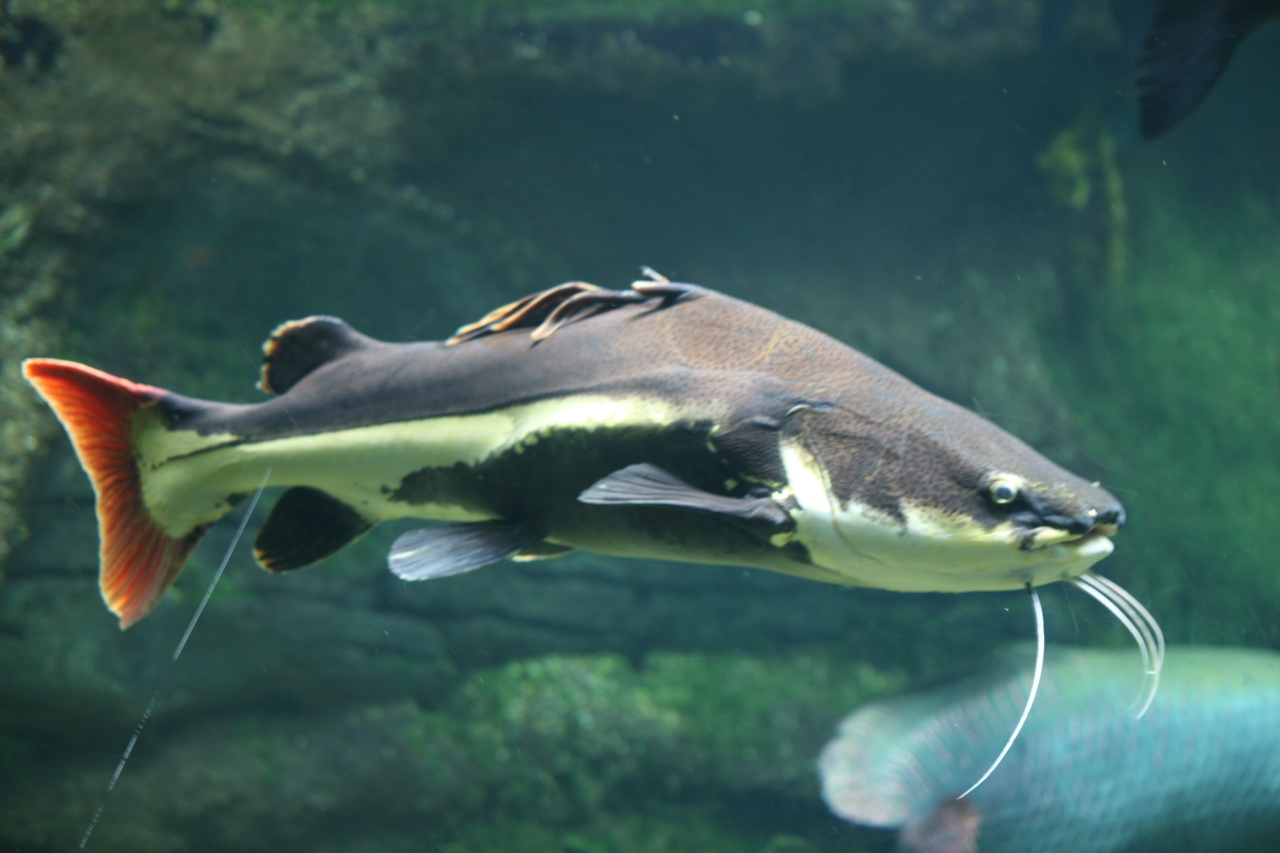
レッドテールキャットフィッシュ Phractocephalus hemioliopterus （ピメロドゥス科）。アマゾン川に分布する大型種で、人によく馴れる

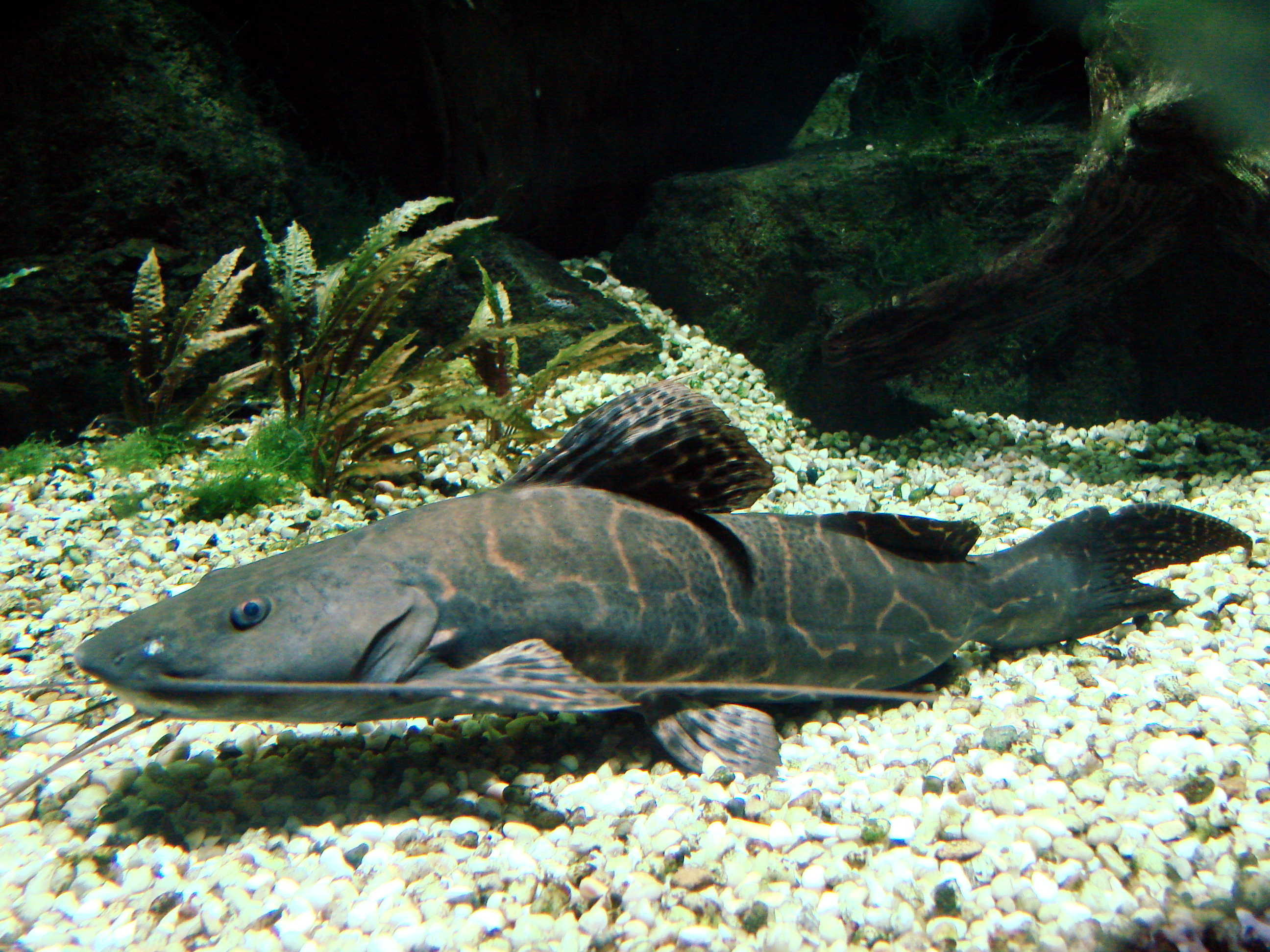
セルフィンキャットPerrunichthys perruno （ピメロドゥス科）。体の網目模様は成長につれ不明瞭になる

ピメロドゥス科 Pimelodidae は31属85種を含む。パナマから南アメリカにかけて分布し、食用とされる中〜大型種が多数所属する。
体は滑らかで骨板はなく、口ヒゲは3対。背鰭・胸鰭の棘の有無はさまざまで、脂鰭はよく発達する。分類体系の構築はなお途上にあり、かつて独立の科であったヒュポプタルムス科が本科に含められた一方で、プセウドピメロドゥスおよびヘプタプテルスの仲間は本科から分離され新科となっている。
- Pimelodus 属
- 他30属